# Palazzi di Teramo
La pagina illustra i palazzi di Teramo situati sia nel centro storico che fuori dalle mura.

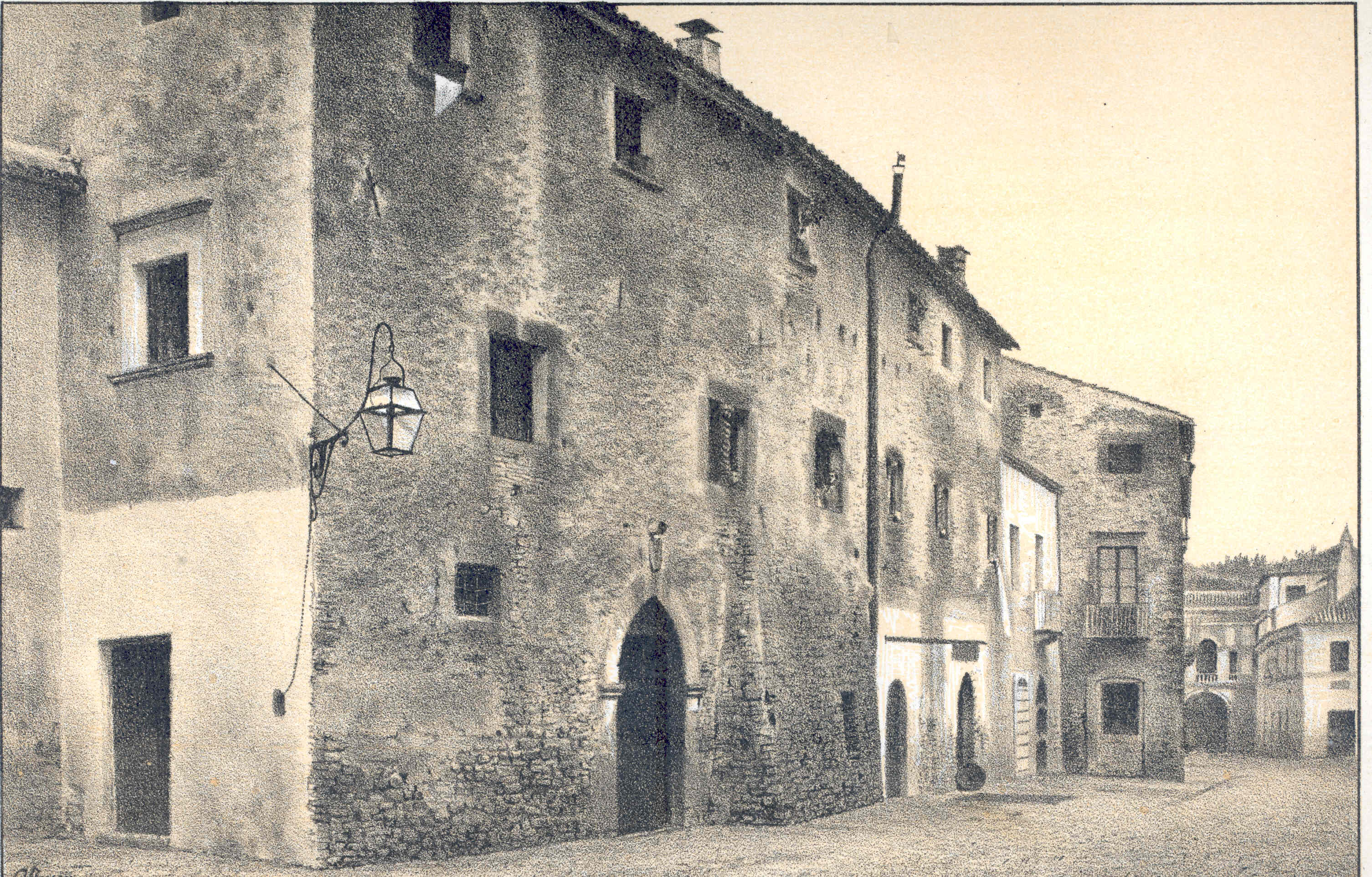
Disegno del primo Novecento della Casa Melatino

## Dentro il centro

### Palazzo civico
Il palazzo comunale si affaccia in Piazza Orsini, risalente al XIV secolo, citato per la prima volta nel 1380, come residenza del capitano di Giustizia. Nel XVI secolo la fabbrica è stata rifatta in stile rinascimentale, era sede del Patriziato dei 48 membri illustri provenienti dai quattro quartieri di Teramo. I lavori tuttavia sono proceduti molto a rilento, e il palazzo ha raggiunto l'attuale aspetto solo nella metà dell'Ottocento. L'interno dell'edificio si conserva in veste originale medievale, mentre l'esterno è frutto del rimaneggiamento in stile revival del 1828, curato da Carlo Forti, ad accezione del portico di accesso del loggiato nuovo, con gli archi ogivali che poggiano su pilastri quadrati, realizzati in blocchi di mattone e travertino. In un pilastro della loggia c'è un'opera risalente all'epoca romana, una lastra con ornamento sacerdotali, un'ansa decorata da volute e un lituus con spirale che si avvolge su tre giri. Lo storico Niccola Palma (Storia ecclesiastica e civile, 1832) racconta che era ornata da altri motivi come una testa d'ariete, un coltello per sacrifici, oggi non rintracciabili.

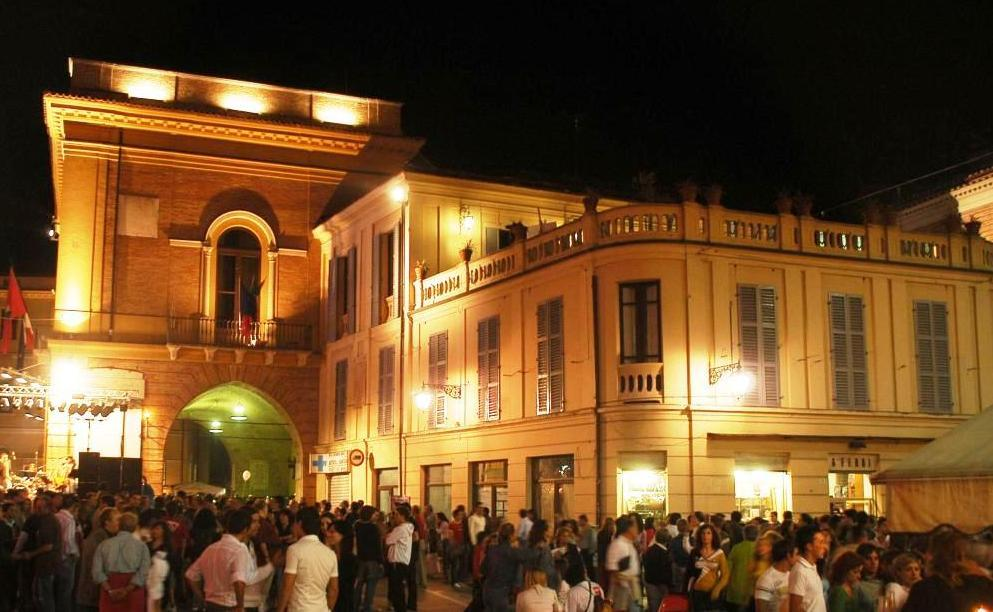
Palazzo comunale in notturna

Nell'atrio del palazzo, raggiungibile da un portico, si trovano iscrizioni su pietra d'epoca romana, murate per volere dello studioso Theodor Mommsen (XIX secolo). Negli statuti cittadini del 1440 sono raccolte le funzioni che aveva il grande loggiato, quella inferiore per la politica, e quella superiore per l'amministrazione giuridica. In questa loggia si tenevano anche i mercati. Infatti la grande mola della loggia centrale si differenzia molto dal resto dell'edificio a pianta quadrangolare, di carattere neoclassico ottocentesco, e di costituzione molto inferiore.

### Palazzo vescovile

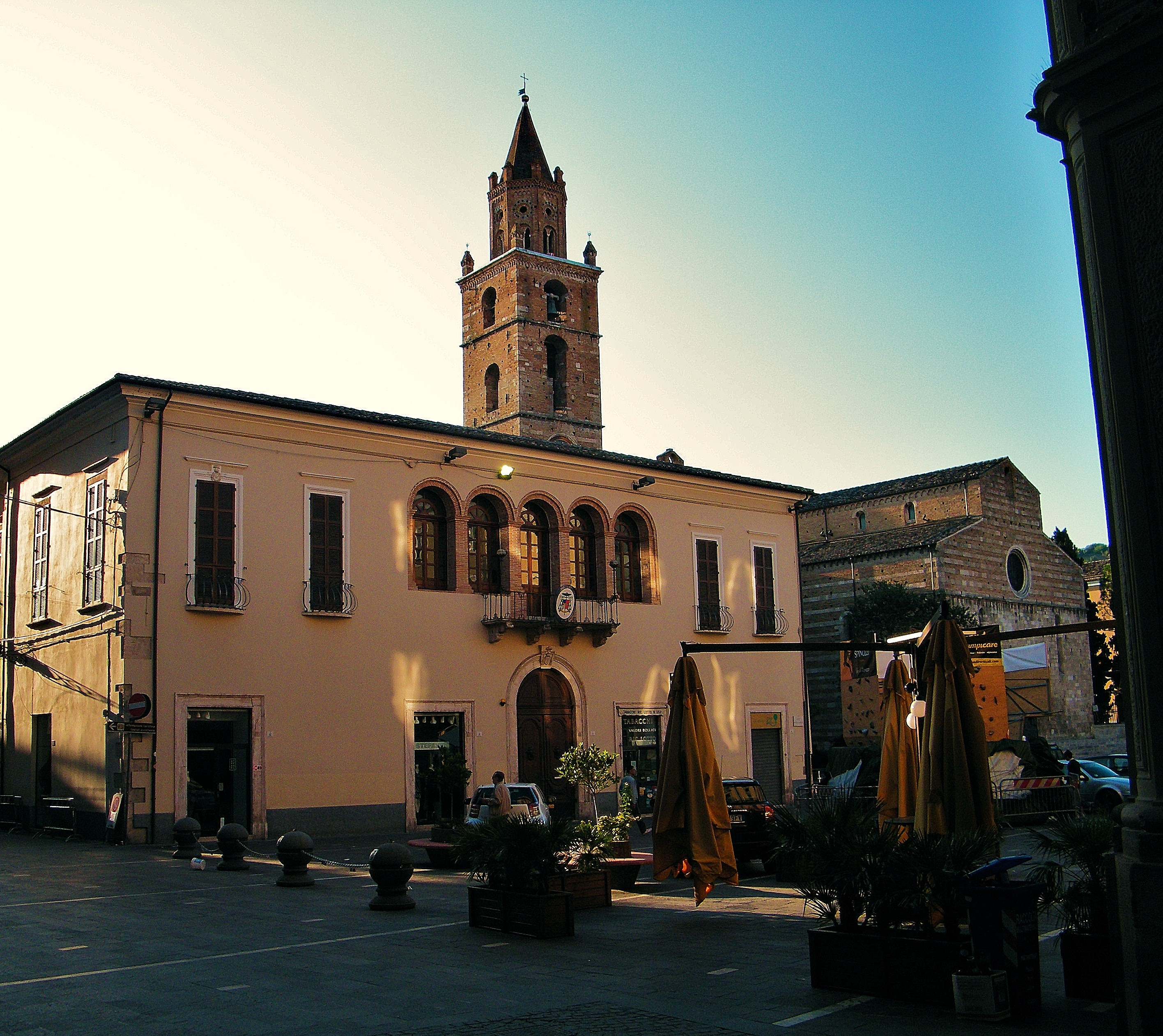
Palazzo vescovile

Affacciato in Piazza Martiri della Libertà (già Piazza Vittorio Emanuele II) e in Via del Vescovado, era collegato sino al 1968 direttamente al Duomo mediante un percorso chiuso provvisto di un arco monumentale, detto "Arco di Monsignore". Le prime notizie dell'Episcopio aprutino risalgono al 1307, quando venne costruito da Rainaldo d'Acquaviva. Nel 1465 il vescovo Campano lo fece ampiamente ristrutturare, trasformandolo quasi in una fortezza con merlatura a ghibellina e torri angolari, e il loggiato al pianterreno, come testimonia anche il disegno di Jacobello del Fiore nel polittico di Sant'Agostino (conservato nel Duomo). L'attuale edificio mostra la pianta rettangolare, frutto della trasformazione nel XVI secolo del vescovo Giacomo Silverio Piccolomini, ampliando la parte verso Piazza Martiri della Libertà.
Nel 1738 il vescovo Alessio Tommaso de' Rossi fece erigere il camminamento coperto che collegava il Vescovado al Duomo, sostenuto da un ampio arco a tutto sesto. A quest'epoca risale lo smantellamento delle fortificazioni della struttura, e la demolizione delle torri angolari. L'ultimo restauro fu commissionato dal vescovo Antonio Nuzzi, per restituire, attraverso un complesso e ben riuscito restauro, il palazzo alle sue originarie funzioni di residenza vescovile e sede della Curia. Conserva oggi un bel porticato rinascimentale che si affaccia su Piazza Orsini, con gli archi ogivali ornati da doppia cornice e da pilastrini in pietra, che è stato riportato alla luce da Francesco Savini nei primi anni del Novecento. Il fronte su Piazza Martiri della Libertà possiede un bel loggiato superiore con arcate a tutto sesto.

### Seminario diocesano aprutino

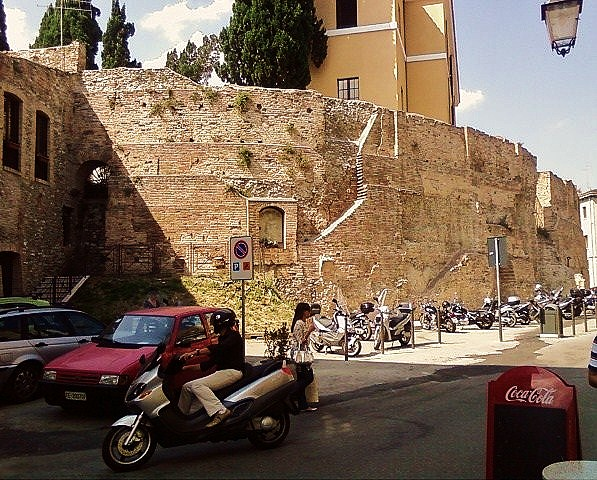
Anfiteatro romano, con sopra veduta parziale del seminario

Sorge in Via San Berardo, quasi adiacente al Duomo e parzialmente insistente sopra l'anfiteatro romano. Fu istituito nel XVI secolo quando il Concilio di Trento dispose che in ogni diocesi d'Italia fosse eretto un seminario per l'educazione dei giovani avviati alla vita ecclesiastica. Il vescovo di Teramo, Silverio Piccolomini, dette inizio ai lavori, ma l'opera prese consistenza col successore, Giulio Ricci, modificando la "casa di San Berardo" che insisteva su Largo di Torre Bruciata, dove si trovava la storica cattedrale di Santa Maria Aprutiensis, distrutta da Roberto di Loritello nel 1156. Fu eretto l'edificio in via San Berardo, e ampliato per divenire la sede dei vescovi Aprutini. Dopo un breve periodo, il seminario venne chiuso e riaperto poi dal vescovo Vincenzo da Montesanto (1592-1609), e ampliato con grandi lavori da Giuseppe Armenj che inaugurò ufficialmente il seminario nel 1674 con l'acquisto dell'edificio in via San Berardo. Il seminario tuttavia ebbe un periodo di decadenza nel 1727, durante il l'episcopato di Agostino Scorza (1724-31); sicché il successore Monsignor Pirelli aggiunse nuovi corpi prospettanti su via Vittorio Veneto e via Ciotti. Su via Veneto il palazzo aveva il secondo ingresso monumentale con lapide dedicatoria, chiuso poi quando il corpo divenne una bottega, mentre in via San Berardo veniva aperto l'ingresso monumentale. Il vescovo Francesco Trotta alla fine dell'Ottocento apportò delle modifiche, sopraelevando l'ala che guarda sul cortile, e le scuole rivolte in via San Berardo. Mentre il monsignor Settimio Quadraroli rinnovò la pavimentazione negli anni '20, costruendo una cappella interna che rimase attiva sino al 1950.
Infine Monsignor Gilla Vincenzo Gremigni si adoperò per la ricostruzione dell'ala est dell'edificio, comprendente salone e teatro, la nuova cappella e la Direzione al primo piano e i saloni dello studio. Il salone della cappella, fatta dal Quadraroli, divenne il refettorio. Dal 1970 al 1991 gran parte dell'edificio, per riduzione di novizi, fu concesso in affitto al liceo artistico di Teramo da parte di Monsignor Nuzzi, fino a quando l'edificio è stato nuovamente sottoposto a restauro. Oggi include la casa sacerdotale, la Caritas, l'Istituto diocesano per il sostentamento del clero, l'Istituto di scienze religiose, la sede diocesana dell'Azione Cattolica.
Purtroppo gran parte della storica struttura del XVII-XVIII secolo affacciata su via San Berardo, affinché la strada fosse ampliata, è stata demolita negli anni '30 del Novecento.

### Palazzo Muzii-Castelli

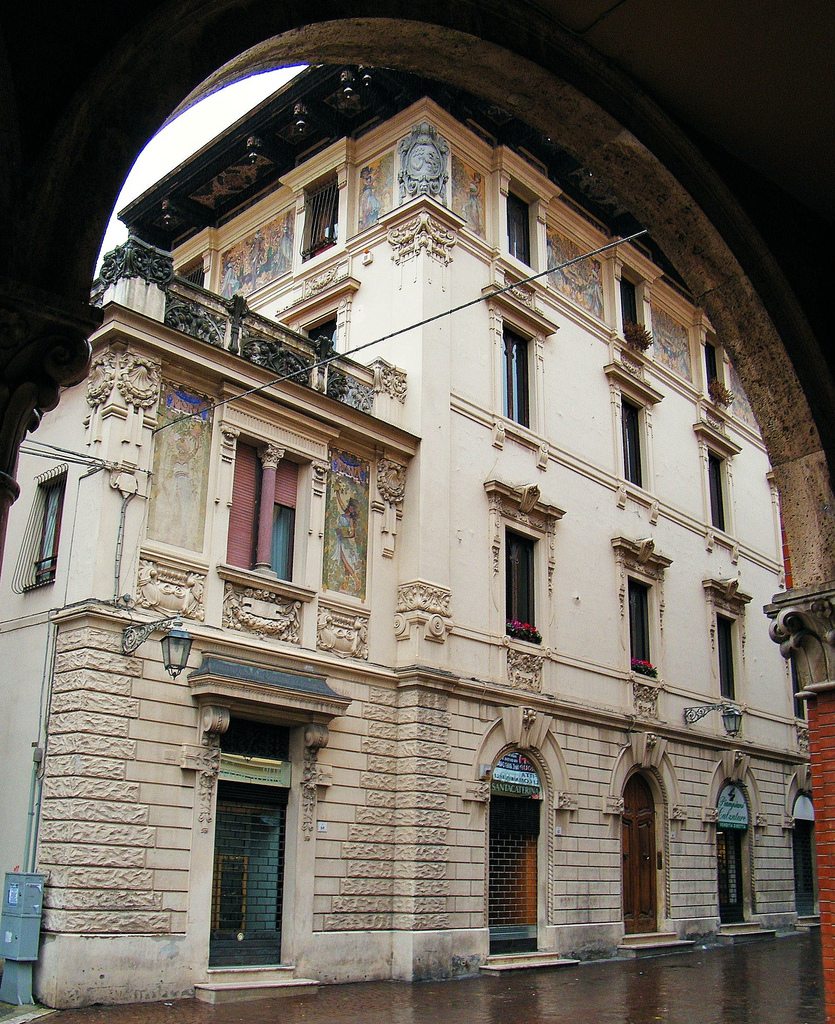
Palazzo Muzii Castelli

Si trova lungo Corso Vincenzo Cerulli, così chiamata perché l'antica casa era la residenza di Muzio Muzii, storico teramano da non confondere con l'omonimo de' Mutii vissuto nel XVI secolo; costui commissionò a Vincenzo Pilotti la realizzazione del nuovo palazzo, nonché la Villa Camilla nei pressi di Nepezzano. Il palazzo risale al 1908, posto di fronte al Palazzo Savini, passando poi alla famiglia Castelli, dato che oggi è di proprietà di Maddalena Castelli, che nel 1986 avviò lavori di restauro. L'impianto è a quattro livelli, affiancato da un corpo più basso, che occupa due piani, ed è sovrastato da terrazzo. Il piano nobile e il secondo sono inquadrati, agli angoli, da lesene con capitelli decorati da volute e festoni di gusto liberty-neorinascimentale; le finestre rettangolari presentano ricche decorazioni a stucco, ispirate a repertori floreali di tendenza liberty che compaiono anche sul parapetto del terrazzo. Fra le finestre del quarto e ultimo livello si può ammirare un ciclo pittorico con le scene di Flora e Pomona, opera di Ernesto Aurini, realizzate con Giuseppe Zina. Una delle due dee della faccia alluderebbe all'amante del proprietario Muzii, di nome Flora. Le scene sono protette da una imponente e intagliata cornice in gronda a legno intarsiato.

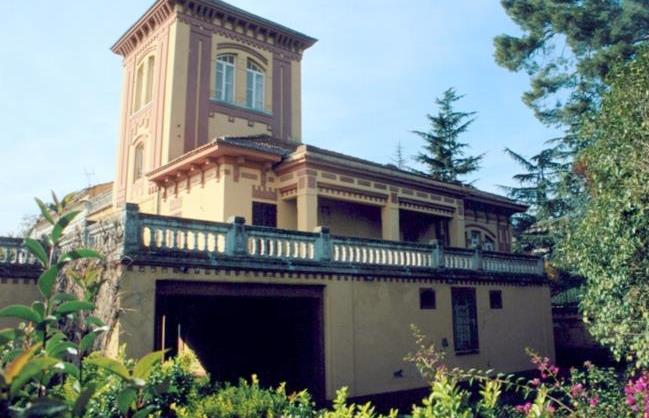
Villa Camilla

Scavi archeologici hanno rilevato che casa Muzii sorge sopra le terme romane di Interamnia Urbs, raggiungendo il confine in Piazza Orsini, dove si trova il teatro. Nel 565 lo storico Muzio de Muzii nei Dialoghi della storia di Teramo indicò la scoperta di un "calidarium" con il sistema di sospensioni, il doppio pavimento, di cui il superiore è retto da pilastrini in mattoni, tra i quali circolava l'aria riscaldata dal fuoco delle fornaci. Dell'impianto termale sono state scoperte due vasche riscaldate, impianti di raccolta e smaltimento, un portico, una piscina e una vasca circolare. Molte lapidi sono state rinvenute nel sito, alcune conservato nel museo civico archeologico, altre murate sulla facciata del Palazzo civico. Il complesso termale estendeva sino al Corso De Michetti, all'incrocio di via Tribunali, via di Porta Carrese, Largo Madonna delle Grazie e a Fonte della Regina (o della Noce); ma non è possibile dire con certezza che si tratti soltanto di terme, probabilmente degli ambienti fingevano semplicemente da cisterne per la raccolta delle acque, come hanno dimostrato gli scavi del 1963 in Piazza Giuseppe Verdi e in via Sant'Antonio, dove è stata trovata una vasca rotonda con pavimentazione a mosaico, un'altra vasca fu rinvenuta nel 1923 da Francesco Savini in Piazza Orsini.

### Portici di Casa Bonolis
Lungo il Corso Carlo De Michetti, vicino alla chiesa di Sant'Antonio di Padova, si trovava un gruppo di abitazioni medievali che nel XVIII secolo furono raggruppate nella casa Bonolis, con il porticato ad arcate ogivali alla base. La famiglia Bonolis fu proprietaria per tre generazioni della casa, rimaneggiando più volte le case, che rimasero nello stato originario sino a quando negli anni '60 l'amministrazione comunale Gambacorta pensò di distruggere il monumento per erigere al suo posto un palazzo moderno anonimo, preservando soltanto il porticato medievale che è assolutamente fuori contesto nello stato attuale con l'edificio alle sue spalle. Nella casa nel 1800 nacque il pittore teramano Giuseppe Bonolis, i cui quadri sono conservati nella Pinacoteca Civica di Teramo. Attualmente dell'edificio rimangono appunto i portici ad arcate ogivali del XIV secolo.

### Casa Catenacci e teatro Corradi

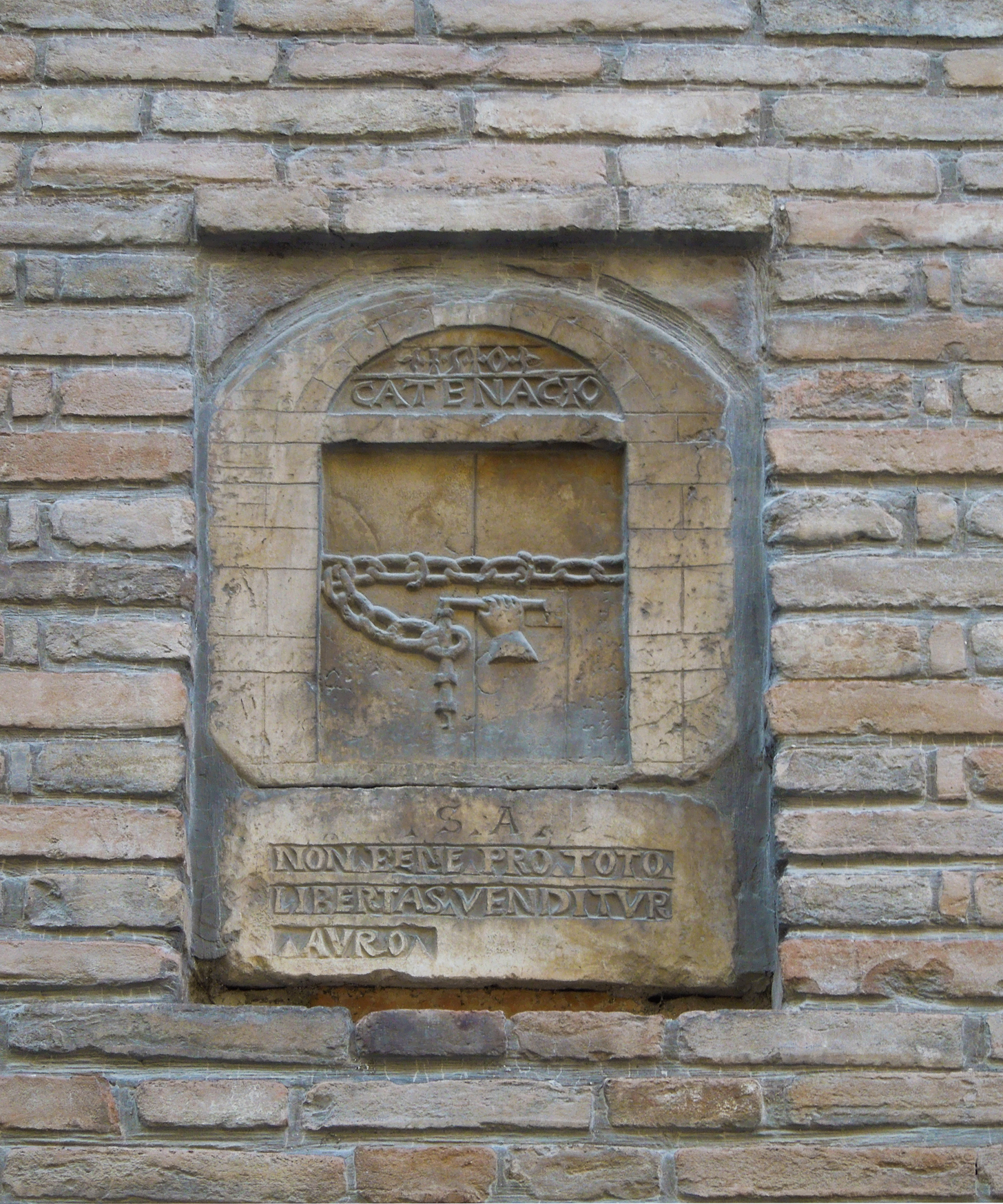
Stemma della casa Catenacci

Posta in via Vittorio Veneto. La casa è uno dei pochi esempi di abitazione privata d'epoca medievale-rinascimentale: risale al XV secolo, decorata da un portico ad archi ogivali in laterizio, poggianti su pilastri, da un portale principale ad ogiva in conci di pietra, con portali più piccoli d'epoca tarda, architrave piano sorretto da mensole sul fianco destro. Tracce di portici simili si vedono ancora oggi nel Palazzo vescovile e nell'ex casa Bonolis. Sul primo piano sopravvive una finestra originale in cornice di pietra e architrave piano, le altre finestre sono del XVI-XVII secolo. Seicentesca è la loggia sul corpo basso all'estremità sinistra, il che allude al cambiamento di proprietà delle famiglie: da Giacomo Corradi proprietario nel 1495, che fece costruire una finestra bifora con colonnina tortile e lo stemma, ai Catenacci. Sulla facciata nel moderno rinforzo a scarpa in laterizio, è rimessa una lastra con l'insegna dei Catenacci, sulla facciata su via V. Veneto si trova un emblema lapideo del 1510, con una scritta in latino: S.A. NON BENIT PRO TOTO LIBERTAS VENDITUR AURO (la libertà non si vende per tutto l'oro del mondo).
Dal 1792 fino all'inaugurazione nel 1868 del nuovo teatro civico, la casa Catenacci-Corradi fu sede del primo teatro di Teramo, tanto che all'inaugurazione la famiglia proprietaria invitò a cantare l'artista bolognese Dorotea Monti. La vita teatrale durante il governo borbonico non fu facile, poiché nel 1786 si rischiò la chiusura per disordini, subendo una lenta decadenza sino alla chiusura con la costruzione della nuova struttura sul corso San Giorgio, più spaziosa e più centrale. La storia dell'attività teatrale a Teramo è varia, interessante, e triste: nel 1749 presso il quartiere San Leonardo esisteva un teatro presso Porta Sant'Antonio (o Melatina), nel 1776 il parlamento cittadino rifiutò la proposta di Pasquale Marozzi di erigere un nuovo teatro per i cittadini. Nel 1785 Giuseppe Palombieri si offrì con privati di fabbricare un teatro sopra quello vecchio a Porta Sant'Antonio, dato che era cadente, ma nel 1789 i lavori ancora erano iniziati, e si dovette attende re il 1792, quando i Corradi adibirono la loro casa a teatro.
Capostipite della famiglia era un tal Berardo, censito nel 1348, il quale fece parte del Patriziato dei 48. Nel catasto del 1749 Pietrantonio Corradi, dottore di legge, è documentato nella città, con la sua proprietà sita nel quartiere Santo Spirito. Il teatro originario era assai diverso dal classico aspetto di teatro d'opera all'italiana con sala a ferro di cavallo, i locali del primo piano erano stati adattati alla meno peggio con dei palchi, come è testimoniato dalle carte dei costi di rifacimenti dei palchi nel 1847: aveva possibilmente una pianta rettangolare con due ordini di Palchi, per un totale di 29 più il loggione.La struttura portante era lignea, probabilmente costituita da loggiati sovrapposti, con pilastri di sostegno ricorrenti di palco in palco sino al pianterreno, lasciando libera un'area di circolazione ad uso di platea. Era occupata da 50-70 sedie in tutto numerate, più altre non numerate a disposizione della gente; il palcoscenico era dotato di sipario e guide di legno per le scene.

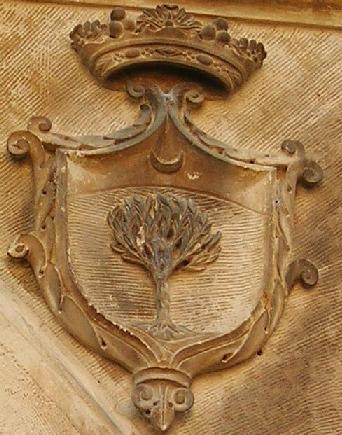
Stemma dei Delfico

Nel 1831 fu nominato sovrintendente Carlo Forti, che in una nota lo definisce "insicuro e pericolante" per la costruzione raffazzonata e per i rischi della popolazione in caso di incidenti o incendi. Furono incaricati di manutenzioni i falegnami Giuseppe Milli e Giuseppe Grimaccini. Nel 1838 ci furono restauri finanziati dal comune, venne incaricato Giuseppe Tullj di dipingere i palchi in legno, insieme a Giuseppe Mancini, Domenico Brizii, lo stuccatore Domenico Moschioni e Giuseppe Milli, padre della poetessa Giannina Milli. Per la concessione data al proprietario don Pietrantonio Corradi, il teatro fu inaugurato nuovamente con dedica al sovrano Ferdinando IV di Borbone. Il teatro aveva iniziato la sua carriera appunto nel 1792 con La moglie capricciosa, dramma giocoso musicato da Giuseppe Gazzaniga con la cantante Dorotea Monti; l'anno successivo fu quello de La virtuosa in Margellina di Saverio Zini, commedia del 1785, dedicata a Giovan Berardino Delfico, presidente della Regia Camera.

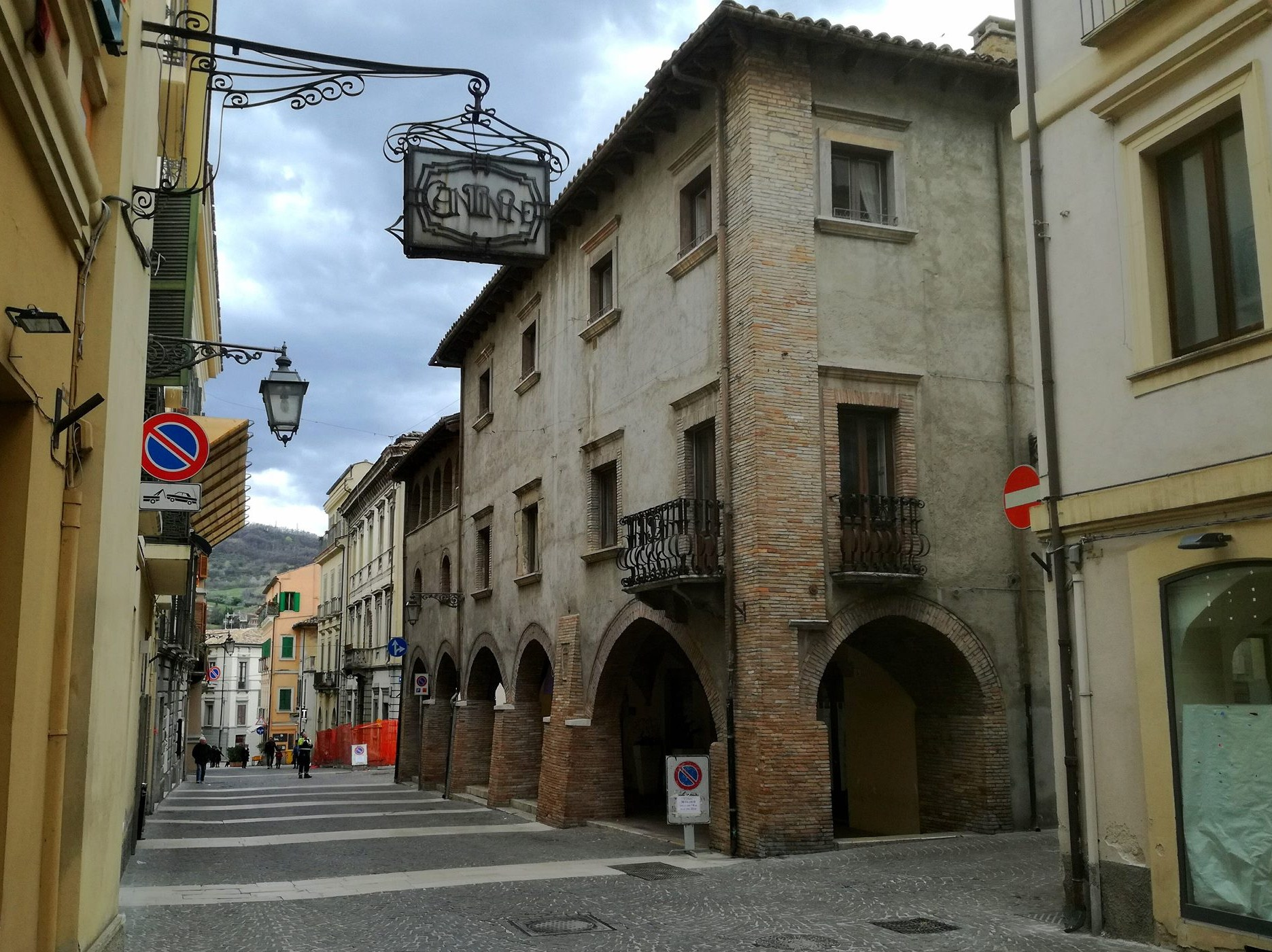
Casa Catenacci in Via Vittorio Veneto

Dopo la restaurazione borbonica nel 1815, il teatro di Teramo fu sottoposto a controllo della polizia per evitare tumulti antiborbonici, e l'attività degli spettacoli fu ridotta: vennero rappresentati L'arrivo della sposa nel 1815, poi nel 1818 Il turco in Italia di Gioachino Rossini, nel 1819 La Dartula di Francesco Michitelli. Nel 1829 vennero cantati gli inni celebrativi per l'onomastico dei sovrani Francesco I di Borbone e Maria Isabella, con musica di Andrea Labriola.
Dal 1830 il teatro fu usato anche per il carnevale, che partiva dal 26 dicembre, concludendosi all'inizio della Quaresima, mentre il calendario annuale prevedeva farse, commedia, opere musicali, con anche opere di rilievo del Mercadante, di Donizetti, Bellini, Verdi. Nel 1832 vennero rappresentati il Mosè - L'Italiana in Algeri di Rossini. Nel 1840 per la stagione del carnevale furono autorizzate 36 rappresentazioni dall'impresario Raffaele Fantini, ma più avanti, con i moti insurrezionali, il teatro fu chiuso più volte. Perfino la poetessa risorgimentale Giannina Milli si adoperò per leggere le sue poesie nel teatro e mobilitare la popolazione, ma senza successo, sicché per una decina d'anni Teramo si trovò senza un teatro.

### Casa Delfico

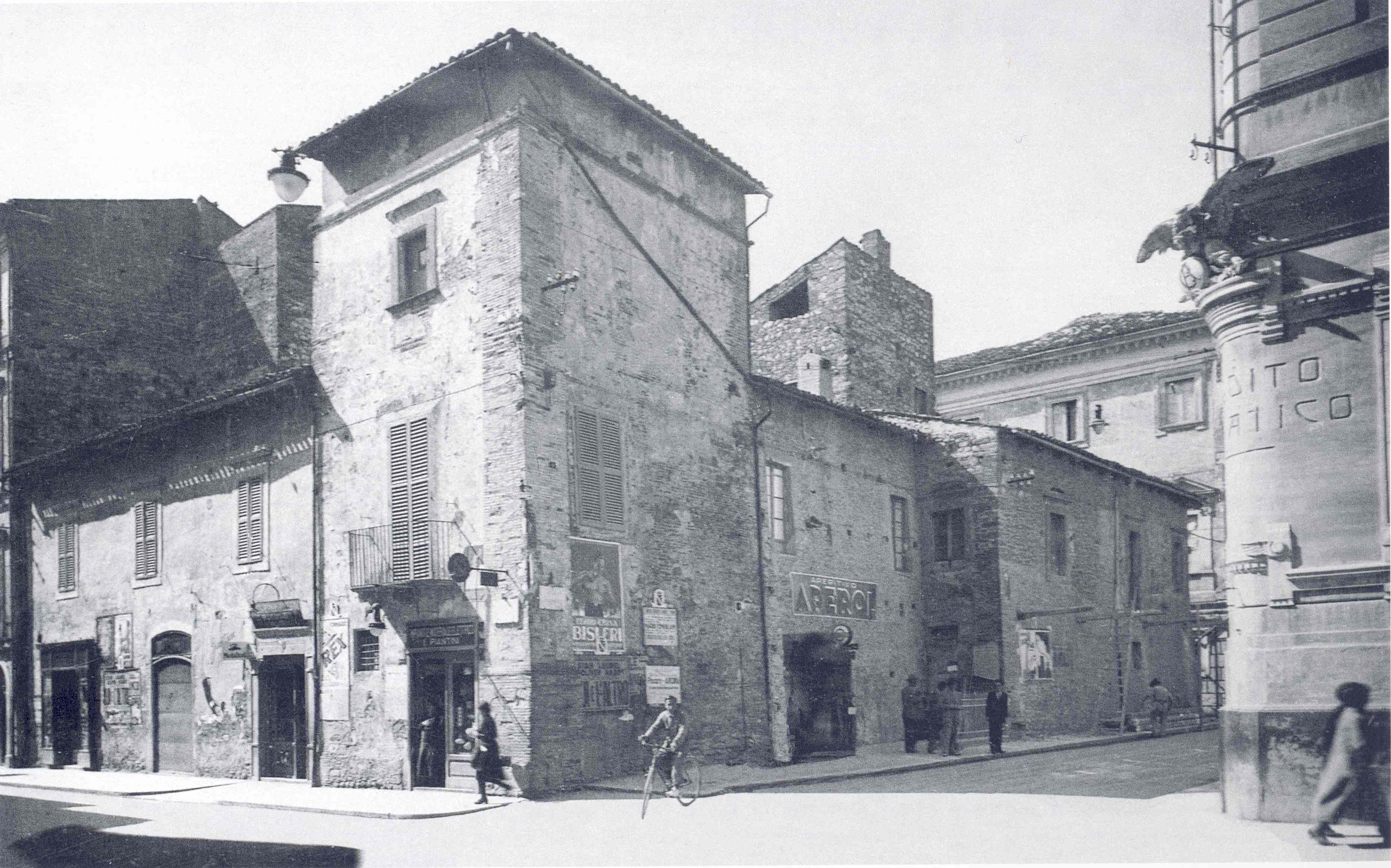
Foto storica di Casa Delfico, prima della sopraelevazione

Da non confondere con il vicino Palazzo Delfico, si affaccia sul Corso San Giorgio, all'incrocio con via Delfico. Fu di proprietà di questa famiglia, documentata sin dal XV secolo, e arricchitasi nel XVII-XVIII secolo. Della casa si conservano elementi molto antichi murati nel cortile interno: una metopa con protome di divinità, un portale lungo il corso in cui è riadoperata come mensola sopra l'architrave, una cornice con ovuli e dentelli, materiale di spoglio. I portali sono arricchiti negli angoli da decori di rosette e vegetali, in particolare il portale maggiore sul corso, che presenta due protomi umane. Il secondo portale in via Delfico presenta al centro dell'architrave lo stemma nobiliare, ossia una pianta d'alloro, con le iscrizioni e i motti

### Casa del Mutilato - ex chiesa della Misericordia

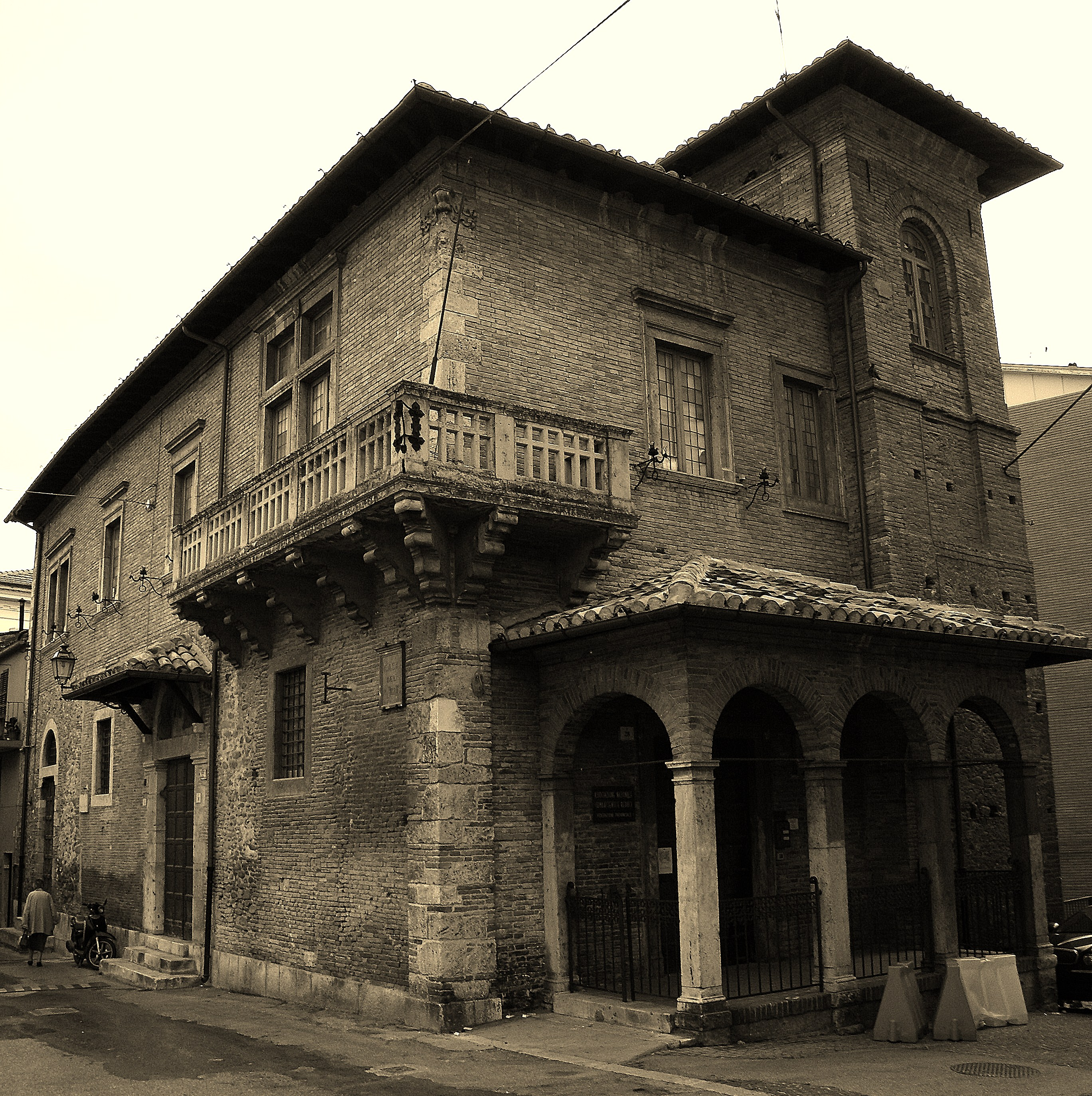
Casa del Mutilato

In Piazza Dante, vicino all'ingresso a Porta Romana. In origine era la chiesa di Santa Maria della Misericordia, eretta nel 1348 come ringraziamento alla Madonna dalla cittadinanza per essere scampata alla peste nera. Aveva un annesso ospedale; della struttura religiosa si conservano i due portali in pietra, e opere interne, poiché il complesso ha subito una grande trasformazione nel 1926, divenendo edificio civile, dall'aspetto vagamente quattrocentesco. L'ingresso è dato da un arco ogivale nella cui lunetta si trova l'affresco originale di Giacomo da Campli della Madonna col Bambino tra Sant'Antonio e una santa sconosciuta. Sulla ghiera sono visibili pochi resti di una cornice, il portale è preceduto da un minuscolo nartece ad archi con soffitto in tegole; sulla destra si erge la torretta del piano superiore, che un tempo era il campanile. L'interno conserva un pregevole affresco quattrocentesco ritraente Sant'Onofrio, che reca evidenti segni di martello, poiché in origine era stato coperto con dell'intonaco; si racconta che nel 1514 la chiesa fu visitata da Giovanna d'Aragona in viaggio verso la città, e che alla chiesa avesse donato un prezioso Crocifisso con una spina della Vera Croce.

### Convitto Nazionale "Melchiorre Delfico"
Realizzato nel 1934 in Piazza Dante Alighieri, è sede del liceo classico di Teramo. Il liceo era incluso nell'istituzione del Convitto Nazionale di Teramo, istituito nel 1813 con decreto di Gioacchino Murat re di Napoli. Il Regio Collegio fu unito nel 1818 al Convitto, divenendo la prima scuola pubblica della città non a carattere religioso, garantendo lo studio a quelle fasce sociali meno abbienti che non potevano permettersi gli studi in scuole private gestite da confraternite.
Durante il fascismo venne costruita la nuova scuola, dedicata al patriota locale Melchiorre Delfico. Proprio in quegli anni vi insegnò anche il bibliotecario Luigi Savorini. La struttura si rifà agli schemi architettonici del neorinascimento, con evidenti manifestazioni di eclettismo architettonico che abbraccia altri stili, somigliando molto alla struttura del Palazzo di Giustizia di Roma.

### Casa Franchi
Sul corso San Giorgio, nota anche come "Casa Thaulero" in ricordo della storica osteria che ospitava. Risalirebbe al Medioevo, anche se sono evidenti i rifacimenti del XVIII secolo. Infatti non si direbbe oggi che il palazzo abbia un aspetto medievale, poiché è totalmente stato ricostruito in stile neoclassico, suddiviso in tre piani da cornici, con elementi tipici dell'Ottocento quanto ad altorilievi.

### Casa D'Egidio
La casa si trova in Via Nicola Palma, nei pressi di Piazza Sant'Anna, poco distante dalla chiesetta dei Pompetti. La storicità dell'edificio è testimoniata dalla centralità del tessuto urbano della vecchia Teramo, e dai reperti d'epoca a prova della partecipazione attiva delle vicende cittadine di allora. La casa in questione è il civico 21 della piazza, con esterno in conci di pietra irregolari, con due aperture, una delle quali con ancora la trave di legno sopra l'arco.

### Palazzo Melatino

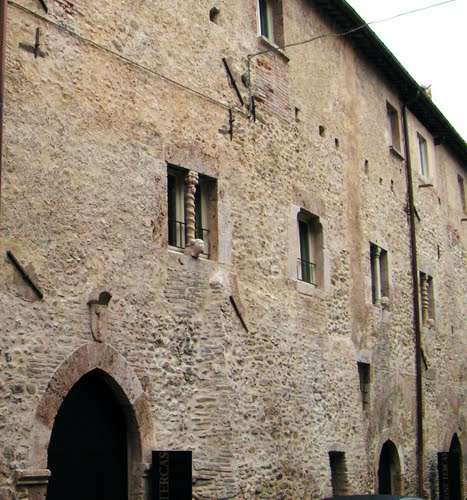
Prospetto

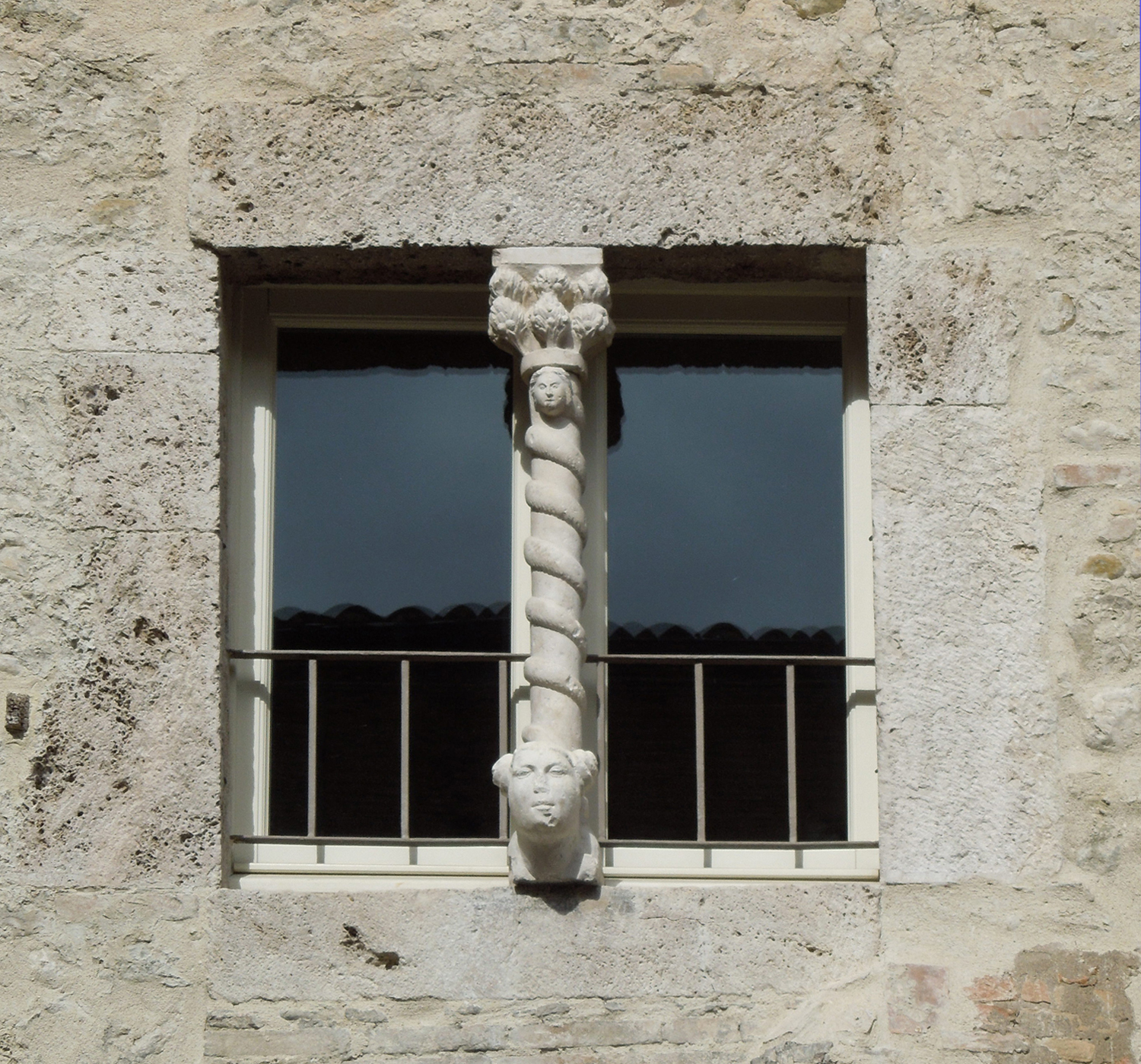
Particolare dell bifora con colonnina tortile e testina umana

Posizionato in Largo Melatino, poco distante dalla chiesa di Sant'Antonio di Padova e in corrispondenza della cappella di San Luca. Fa parte degli edifici patrizi privati più antichi di Teramo, edificato nel XIII-XIV secolo dalla famiglia Melatino. Oggi è un museo e centro culturale, di proprietà della Fondazione TERCAS, che vi ha allestito un piccolo museo delle Maioliche di Castelli e di opere d'arte moderna e contemporanea.
Il palazzo fu eretto nel 1232, ma i lavori sono continuati per tutto il secolo; ha una sola facciata a vista oltre a quella rivolta sul giardino interno. Come testimoniano le cronache del Muzii e del Palma, il palazzo doveva essere isolato, ed era provvisto di un loggiato di portici come il Palazzo civico: ha pianta quadrata irregolare, a tre piani. La facciata presenta tracce di colonne in laterizio, archi ogivali murati a testimonianza del loggiato preesistente; le finestre in serie rappresentano il fatto che i Melatino all'inizio con l'appoggio del duca Acquaviva nel XIII secolo godettero di un periodo di floridezza economica e politica: una di queste è particolarmente decorata,a a bifora divisa da una colonnina tortile con lo zoccolo a forma di testina umana, mentre la colonna è sovrastata da un capitello con doppio ordine di foglie disposte a calice, che contiene dei fiori, simbolo dello stemma gentilizio dei Maltino. Al pianterreno del palazzo ci sono evidenti tracce medioevali e rinascimentali, oltre al livello inferiore, scoperto nel 1998, con tracce di costruzioni romane.

### Casa Urbani
In vico del Pensiero, è l'edificio rappresentante del quartiere Santa Maria a Bitetto, prospettante su Piazzetta del Sole. La casa risale al XII-XIII secolo, e scampò alla distruzione della città nel 1156 da parte di Roberto di Loritello. Nella veste attuale la casa in gran parte mostra lo stile rinascimentale del XV secolo, presenta un perimetro esterno con muratura a ciottoli di fiume a ricordi ben allineati, successivi invece sono i rinfazzi di laterizi e pietrame grosso; finestre ad arco a tutto sesto, incorniciate da conci lisci e squadrati di pietra, un piccolo portale con ghiera e cornice di mattoni, un altro portale di pietra ad arco ogivale su mensole a doppio listello abbelliscono l'esterno della casa.
Questo tipo di portale è molto ricorrente nelle private case patrizie teramane (XIV-XV secolo), con le ghiere decorate da semplici cornici in pietra o elaborati motivi in mattone cotto, con montanti laterali coronati da capitelli a listello semplice o doppio, con toro, scozia e listelli; simili sono gli esempi situati nelle case di via Muzii, via Getulio, via della banca, via Irelli, via Vezzosa. Nel corso del restauro del portale sono venuti alla luce resti di una casa privata romana, sulle cui fondazioni vennero fatte combaciare quelle della casa medioevale. Lasciata comunque in abbandono, negli anni '90 era crollata a metà, e grazie al forte intervento di alcuni privati è stata rimessa a nuovo, ospitando dal 2017 una curiosa raccolta museale dedicata alla figura del gatto.

### Palazzo della Prefettura
Sul corso San Giorgio, più o meno all'altezza di un palazzetto mediocre anni '40 (il Provveditorato degli Studi), eretto sopra l'antico complesso monastico di San Matteo, demolito nel 1941 per creare uno slargo da dove acclamare il Duce in visita alla città, questo palazzo sede della Prefettura di Teramo risale al 1827, realizzato su progetto di Carlo Forti. Il palazzo è stato ampliato nel 1954 con la sopraelevazione del secondo piano. Prima dell'unificazione dell'Italia, la Prefettura ospitava la sede dell'Intendenza dell'Abruzzo Ulteriore Primo, con capoluogo Teramo, esso pur nello stile sobrio e severo degli edifici amministrativi di metà Ottocento, rappresenta un buon esito della cultura artistica teramana, dato che al progetto originario parteciparono anche Giuseppe Milli (per gli affreschi), Giuseppe Mancini, Luigi Baldati, Giuseppe Tullj, Domenico Brizii. La decorazione delle grandi sale ha contribuito a dare lustro al palazzo.

### Palazzo della Provincia di Teramo
In via Giannina Milli, vicino al Liceo statale "G. Milli", si trova dentro un palazzo realizzato alla fine dell'Ottocento. La Prefettura in origine si trovava appunto nel palazzo sul corso San Giorgio, nel 1885 deliberava la costruzione, nell'area sopra sui oggi sorge la sede del Governo, di una scuola superiore femminile, annessa al Regio Convitto Nazionale di Teramo (1818), con progettista l'ingegner Gaetano Crugnola. La costruzione fu dotata di un annesso giardino, terminata nel 1888 e intitolata alla poetessa teramana Giannina Milli, ma già dieci anni dopo la scuola veniva chiusa e accorpata al Convitto in altra sede, affinché il palazzo divenisse la sede dell'Ufficio Tecnico Provinciale (1901). Lavori vennero effettuati anche nel 1930 per adeguamento sismico, con la sopraelevazione del primo piano nel 1939. Il palazzo assunse l'attuale connotazione con i lavori del 1955 su progetto di Giovanni Ricci
Nell'idea originaria del Crugnola, il palazzo presenta geometrie rigorose e severe, forme e volumi austeri a rigore dell'ordine architettonico: ha pianta a forma di C con i due bracci laterali ad angolo retto, il corpo principale si affaccia su via Milli, il corpo frontale è eccessivamente steso, sicché il progettista pensò di incurvare tutta la costruzione. La facciata è tripartita, aggettante nel comparto centrale, leggermente arretrata nei due corpi laterali, che sono più allungati, dando origine a un vasto cortile aperto posteriormente. In entrambi i lati dell'edificio si sviluppano due giardini recintati con magnolie, cedri; la facciata è molto decorata nella parte centrale, presentando un intercolunnio semplice di doppi semipilastri d'ordine tuscanico, nel cui centro si apre un grande portale d'ingresso.
Al primo piano l'intercolunnio si ripete, questa volta sormontato da archi e collegato alla base da balconata in pietra. A differenza della parte inferiore, i semipilastri terminano in sommità con capitelli dell'ordine corinzio; nella pareti laterali dell'arco centrale due bassorilievi arricchiscono gli effetti decorativi del contesto. La trabeazione corinzia, esistente prima della sopraelevazione, è stata riprodotta anche nella sommità; degli interni sono di interesse la grande scalinata illuminata da ampie vetrate, la pavimentazione in marmo, al piano rialzato l'atrio è a due livelli, in cui due ordini di colonne lisce rastremate sorreggono gli architravi del soffitto. Il piedistallo a base attica appartiene all'ordine ionico, mentre i due capitelli a quello corinzio. Il piano superiore è sede degli uffici e della Sala del Consiglio e della Giunta; ci sono colonne simili a quelle del piano inferiore, e tra l'intercolunnio è collocata una balaustra lavorata in ferro e ottone, a protezione della gradinata.

### Palazzo Savini e portici

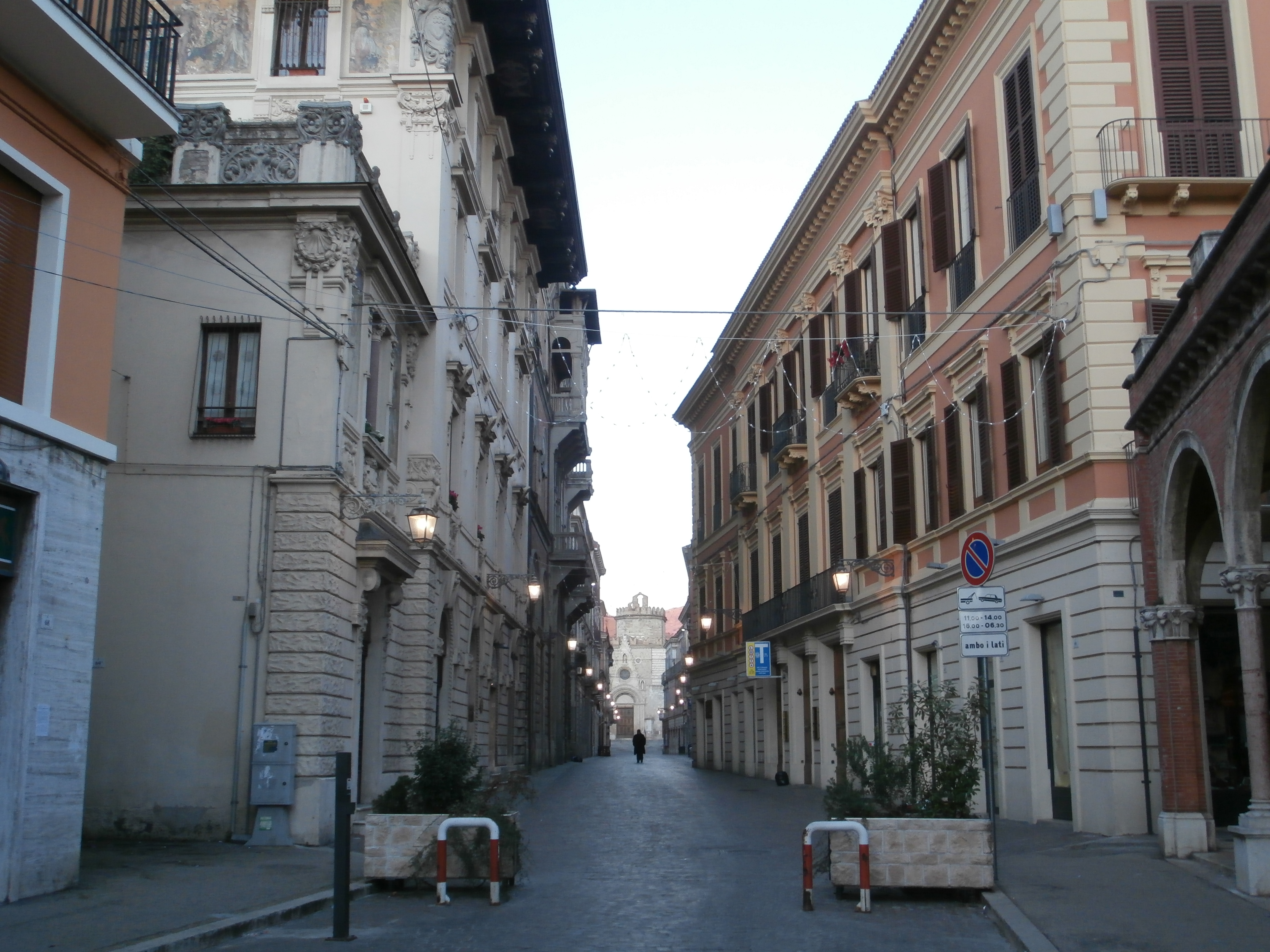
Il corso Trivio (oggi Corso Cerulli), sulla sinistra Palazzo Muzii Castelli e a destra il Palazzo Savini

Posizionato in Corso Cerulli, all'incrocio con i portici rivolti verso il fianco della chiesa di Sant'Antonio, sorge di fronte Palazzo Muzii Castelli. Il palazzo fu eretto nel XIX secolo sopra le vecchie carceri, documentate sin dal 1545, a loro volta erette sopra un antico domus, riportata alla luce, incluso il famoso Mosaico del Leone. Il primo proprietario fu Bernardo Savini negli anni '30-'40 dell'Ottocento, mentre la scalinata scenografica che permette l'accesso ai piani superiori è del 1893.

### Palazzo Giusti
In via Paladini, ha una ornamentale facciata di gusto eclettico moresco: le paraste a stucco della facciata si alternano a intagli e modanature sino al terzo piano. Il quarto piano è di costruzione più tarda, alterando la struttura originaria del tardo Ottocento: l'elemento geometrico prevalente è l'arco a forma ellittica ribassato, presente sui portali e sulle finestre. Le cornici marcapiano riportano una decorazione leggera come fastigi, belle e originali sono anche le balaustre a ferro battuto presenti sui balconi. L'interno tradisce la bellezza della facciata, perché è stato rifatto varie volte, perdendo il gusto eclettico, assumendone uno modesto e anonimo.

### Palazzo Giustiniani
In via Capuani, nasce nella zona Terranova, dove sorsero edificazioni del XVIII-XIX secolo, situate su isolati ortogonali e più regolari delle altre parti del centro storico. Il palazzo è nato nel 1875, ha corte interna chiusa, presentando su un lato della corte una scala ellittica di pregevole fattura, con gradini in blocchi di travertino sagomati e montati ad incastro nella struttura muraria semicircolare. La facciata principale ha un prospetto simmetrico neoclassico, composto da tre partiture: una centrale delimitata da elementi parietali quasi a intarsi murario o bugnato, con finestre sul piano nobile sormontate da cimase a timpano e due portali a tutto sesto, sovrastati dal balcone, e due laterali che chiudono il prospetto orizzontalmente, con finestre al piano nobile sovrastate da cimasa a semplice trabeazione.

### Palazzo Pompetti

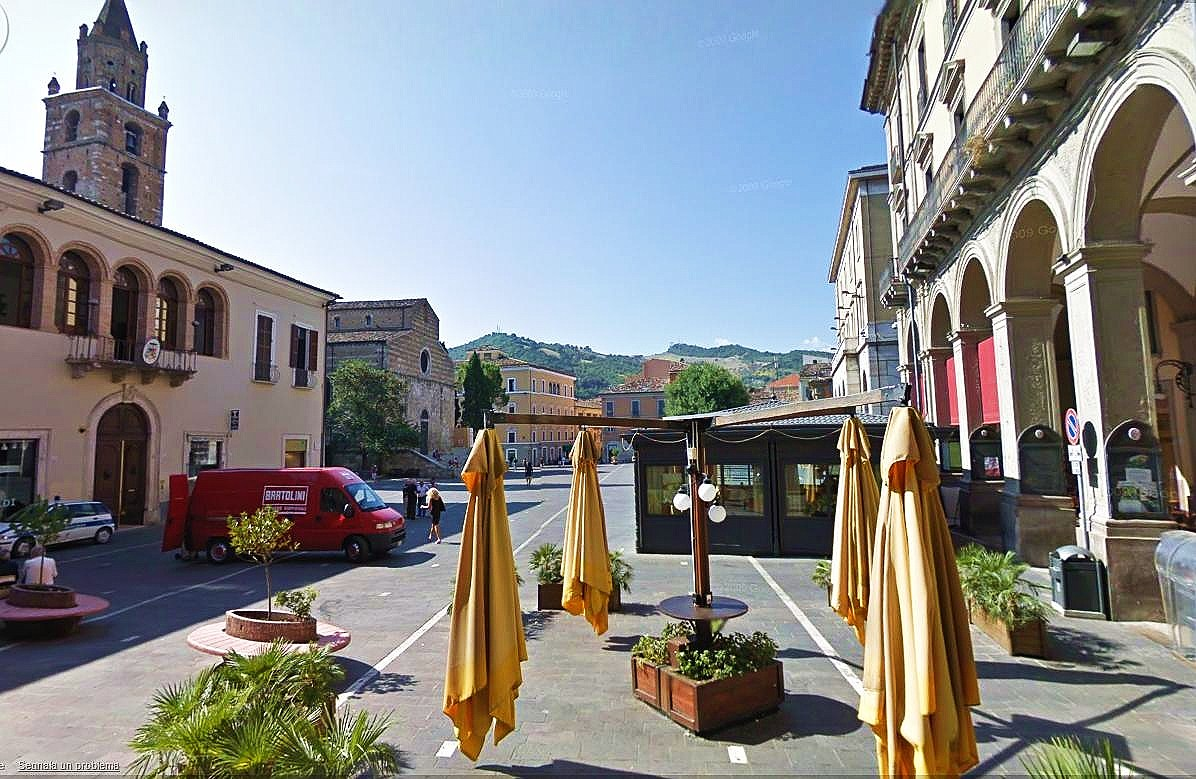
Piazza Martiri: sulla destra veduta parziale dei Portici Pompetti, e sulla sinistra il palazzo vescovile con la torre del Duomo

Appartiene al gruppo dei due scenografici palazzi che concludono il corso San Giorgio in Piazza Martiri della Libertà. Il Palazzo Pompetti è del XIX secolo, rifatto a metà dell'Ottocento per accogliere i portici comunali. Alla base il palazzo è appunto caratterizzato dai monumentali portici ad arco a tutto sesto, con il camminamento interno scandito a campate da archi a tutto sesto e volte a botte; cornici marcapiano dividono in altri due settori sovrastanti il palazzo, il settore mediano è ornato da balconi, e da ordine di finestre a timpano triangolare (le ultime all'incrocio degli angoli hanno il timpano semicircolare), mentre l'ultimo mostra un classico ordine regolare.
Il palazzo che ospita attualmente la sede Intesa SanPaolo era in origine coevo del Palazzo Pompetti non solo al livello strutturale, ma anche architettonico, e fotografie storiche dimostrano come nella decorazione a rilievo del bugnato, con elementi fitomorfi e vegetali, fosse anche di qualità molto più pregevole dei Portici Pompetti. Negli anni '30 del fascismo si decise la demolizione la ricostruzione in stile littorio, rispettando tuttavia alcuni canoni di classicismo, che tuttavia non riuscirono mai a raggiungere la pregevolezza dell'opera precedente. Il portico ad archi a tutto sesto è in finto bugnato liscio, mentre l'esterno è rivestito da mattoni in conci regolari, e da finestre architravate dall'andamento fortemente schematico.

### Palazzo Delfico-De Filippis e biblioteca

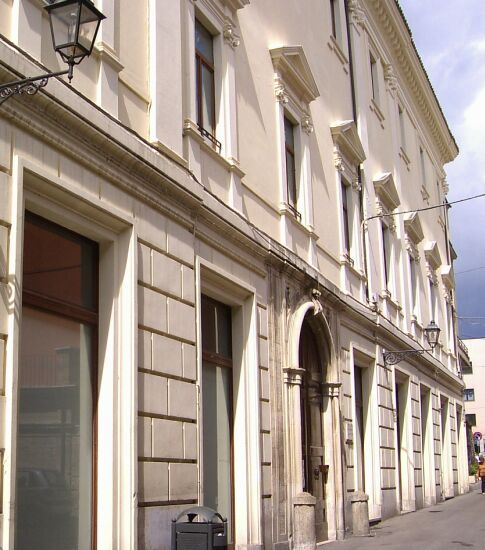
Palazzo Delfico

Il palazzo si trova nel rione San Giorgio, fu dal XVII-XVIII secolo la storica casa della famiglia, di cui si ricordano Melchiorre, Troiano De Filippis Delfico, Melchiorre De Filippis. Il palazzo venne rifatto nel Settecento per volere dei tre fratelli Melchiorre, Gianfilippo e Giamberardino Delfico, come segno di potere della storica famiglia e di alto prestigio al livello politico, che la famiglia stava gradualmente rivestendo. L'impianto iniziale in stile barocco, completato alla fine del XVIII secolo, si articolava su due piani, ed era caratterizzato dal collegamento dell'edificio con i soprastanti orti aerei. Dopo il 820 nuovi lavori si conclusero tra il 1850-53, interessando i fronti lungo via Delfico e via Carducci, articolati su tre piani. L'edificio venne così trasformato in stile neoclassico; tale aspetto rimase invariato sino a quando il palazzo non passò all'amministrazione comunale nel 1939 e poi alla provincia, che entrò in possesso anche della cospicua biblioteca.
Negli anni '60 ci sono stati alcuni cambiamenti a causa dell'amministrazione Gambacorta, che ha voluto allargare via del Burro (oggi via Carducci) e realizzare via Gabriele d'Annunzio, distruggendo gli orti del palazzo con la fontana monumentale detta "delle Piccine", dotata di mascherone. Il palazzo oggi è sede della Biblioteca regionale Melchiorre Dèlfico, la principale della provincia e della città di Teramo: la facciata principale su via Delfico e il primo piano del palazzo conservano l'impianto architettonico settecentesco, mentre la sopraelevazione del secondo piano è della prima metà del Novecento, così come modificate sono l'ala su via Comi e l'altra su via Carducci.
L'edificio è accessibile da un portale ligneo impreziosito dagli stemmi della famiglia, e poi di quella De Filippis che comprò il palazzo mediante il matrimonio del 1820 di Marina Delfico figlia di Orazio con Gregorio De Filippis, conte di Longano. Il palazzo all'interno conserva l'atrio solenne e lo scalone monumentale di accesso, decorato con statue che con i mezzi busti celebrano i membri illustri della casata. Il museo interno conserva degli olii su tela di Pasquale Celommi, mentre al piano superiore si trova la biblioteca provinciale.

### Chiostro del monastero di San Giovanni a Scorzone
In Piazza Giuseppe Verdi, è un ex monastero, sede del Conservatorio musicale "Gaetano Braga". Il monastero fu fondato nel XIV secolo dentro le mura, esistendo già due secoli prima in una contrada poco distante. Nel 1384 per volontà di Isabella sorella di Cola di Lucio, con diploma di Carlo III di Napoli d'Angiò ottenne la creazione di un monastero femminile sotto la regola benedettina. Al monastero vennero annesse le giurisdizioni di Santa Chiara, Santa Croce, Sant'Anna e San Giovanni Battista. Il monastero fu attivo sino al 1916, quando l'ordine si trasferì a San Giuliano di Fermo, e il monastero fu adibiti a scuole e al ricreatorio "Gemma Marconi" (1934), per poi divenire liceo musicale
Degno di nota è il chiostro interno, molto frammentario, poiché sarebbe stato ricostruito con materiale di spoglio del vecchio convento fuori dalle mura: è un'area porticata solo su tre lati con arcate a tutto sesto, sostenute da colonne a pilastri agli angoli, poggianti a loro volta su di un basso muro in pietra e mattoncini. A volte le basi sono adoperate per i capitelli rovesciati posti alla base, a conferma del fatto che si tratta di materiale di reimpiego anche mal assemblato. Su un lato del portico è presente una fontana di pietra dentro una nicchia incorniciata, con i conci di pietra tagliata. Sopra le arcate del portico c'è un notevole elegante marcapiano in mattoncini a tortiglione in terracotta; interessanti sono anche un portale in pietra finemente decorato, che doveva essere l'accesso al convento, tre stemmi in pietra sulla parete non porticata e altri tre sul lato adiacente

### Palazzo Cerulli-Irelli
Si trova all'ingresso da sinistra del corso San Giorgio venendo da Piazza Garibaldi. Fu costruito agli inizi del Novecento sopra i resti della Rocca Acquaviva del XV secolo, demolita nel XVIII-XIX secolo. Oggi è sede della Banca Popolare di Ancona, e mostra un interessante aspetto eclettico dal gusto neorinascimentale, con gli angoli fasciati in bugnato.

### Istituto magistrale "Giannina Milli"
Situato in via Carducci, di fronte alla Banca d'Italia, prima del 1999 la scuola era l'Istituto Magistrale del 1862 per le femmine. Inizialmente la scuola era ubicata nei locali del Municipio, il corso durava 6 mesi e si prefiggeva di preparare le aspiranti maestre ad insegnare le materie principali delle quattro classi elementari: il personale docente era composto da un professore direttore, un catechista, un maestro di calligrafia e da una maestra assistente, che addestrava le alunne nei lavori di maglia e cucito. Superato il corso, le donne erano ammesse a frequentare la Scuola Normale che le avrebbe abilitate all'insegnamento nella scuola elementare di primo grado.
La Scuola Normale nel 1883-87 era ubicata nell'antico locale dell'Istituto Tecnico in via dell'Istituto (oggi via Bovio), successivamente essendo aumentate le classi, la scuola fu trasferita in via del Tiro (1900) e poi nei locali della Provincia in via Giannina Milli. La scuola era "pareggiata" quanto al rilascio dei titoli, era solo femminile, e si pose l'esigenza di estenderla anche ai maschi: la prima classe Normale iniziò nel 1910, con 10 alunni, che passarono presto a 19 nel corso dello stesso anno. Nel 1912 a causa di finanziamenti la scuola chiuse l'attività, e gli alunni dovettero recarsi alla scuola magistrale di Città Sant'Angelo, istituita nel 1878 oppure in quella di Penne. Nel 1923 la riforma Gentile istituì la Scuola Magistrale distinto in corso inferiore della durata triennale, e corso superiore triennale, ragion per cui venne costruito l'istituto attuale in caratteri littori lungo via Carducci.

### Palazzo delle Poste e Telegrafi
In via Paladini, fu eretto nel 1929 ad opera dell'architetto Vincenzo Pilotti. Il palazzo sorge nel rione Santo Spirito ed è una delle opere più interessanti dei Pilotti di gusto eclettico, dato che di lì a poco verrà chiamato a Pescara per la costruzione della Sede del Governo e del Palazzo Civico in stile chiaramente razionalista e littorio. Il palazzo ha pianta rettangolare, scandito verticalmente da paraste, in tre partiture, con quella centrale aggettante, caratterizzata mediante la suddivisione orizzontale in tre livelli, da una serie di tre aperture per livello (portali, finestre centrali, finestre superiori). Così è anche per gli altri due avancorpi, e per le paraste molto grandi, che includono anch'esse un'apertura per livello (senza il portale, ma solo finestre), sono fasciati al primo livello in bugnato grezzo. La decorazione a rilievo di gusto classico a motivi fitomorfi, vegetali e festoni, riguarda l'architrave di ciascuna finestra, mentre le paraste delle paraste più grandi, ossia veri e propri piccoli avancorpi aggettanti, si concludono in cima con capitello pseudo corinzio.

### Villa Blandina
Si trova in viale Crucioli. La villa è un pregiato esempio del liberty teramano di committenza privata, come Villa Camilla a Nepezzano: fu costruita nel 1913 dall'architetto De Albentiis per volere di Tommaso Pirocchi. La villa mostra un aspetto rinascimentale a pianta quadrata, con una torretta angolare leggermente superiore alla sommità del tetto. L'interno conserva degli affreschi di Vincenzo Sardella. Alfonso De Albentiis fu l'architetto che rappresentò maggiormente a Teramo il gusto eclettico, realizzando anche il Palazzetto del Credito Abruzzese in Piazza Orsini (1925) in stile neogotico, demolito ai tempi della giunta Gambacorta per la moderna struttura della Banca Nazionale del Lavoro, i Portici Savini presso il palazzo omonimo lungo il Corso Cerulli, l'Ospedale Sanatoriale "Alessandrini-Romualdi" nel quartiere di Villa Mosca, e i villini situati nella campagna teramana come Villa Palma, Villa Tattoni a Bellante, Villa Capuani a Torricella Sicura.

### Ex ospedale psichiatrico "Sant'Antonio Abate"

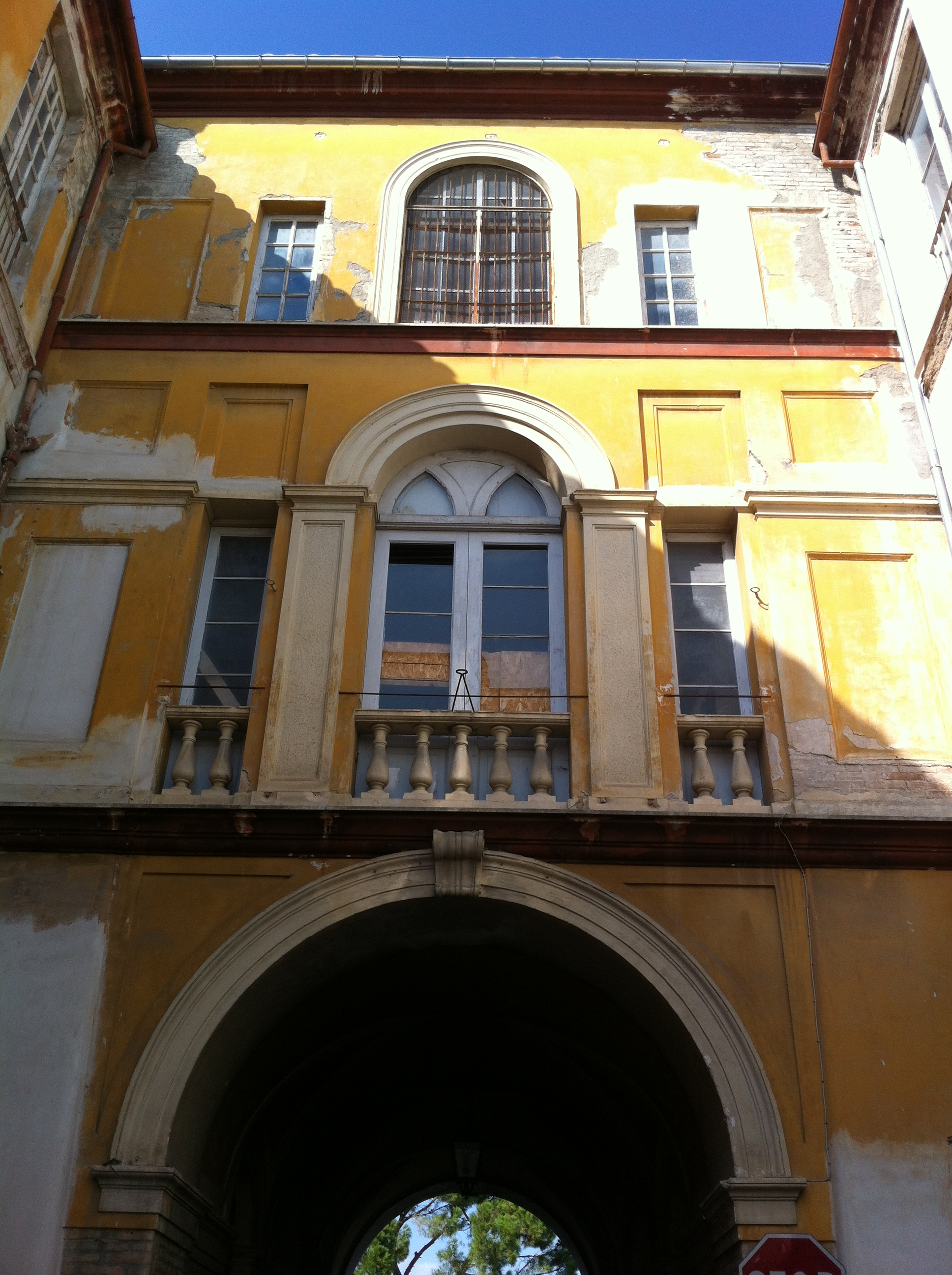
Arco di Porta Melatina e l'ospedale psichiatrico di Sant'Antonio Abate

Si trova nella parte nord del centro storico, accessibile da Porta Melatina sia attraverso questo accesso (anticamente Porta di Sant'Antonio delle mura medievali), sia da Porta delle Recluse. Il complesso era anticamente un ospizio con la chiesa di Sant'Antonio Abate (che poi diventerà cappella del manicomio); nel 1880 la Congregazione di Carità iniziò a discutere la proposta di realizzare all'interno dell'ospizio (esistente dal 1323) un primo nucleo manicomiale. Divenne presto l'ospedale psichiatrico principale d'Abruzzo, insieme a quello di Collemaggio a L'Aquila, aperto nel 1881 con il direttore Raffaele Roscioli. vennero iniziate ad essere compilate le cartelle cliniche, ancora oggi conservate presso l'Archivio di Stato di Teramo (in tutto oltre 22.000 fascicoli personali), fu introdotto il lavoro come mezzo terapeutico e i ricoverati furono impiegati nella colonia agricola inaugurata dentro le mura nel 1905. Oltre ai lavori utili, venne aperto anche un panificio e molti pazienti, soprattutto di sesso femminile, vennero adibiti al ricamo, al rattoppo, alla cucina e alla lavanderia.
Con la legge del 1904 furono regolarizzate le ammissioni e le dimissioni dal manicomio su disposizione degli stessi parenti degli infermi, il che ebbe come conseguenza anche a Teramo un sovraffollamento della struttura, usata quasi come "deposito" dei malati. Con le guerre del 1915-18 e del 1940-45 il manicomio di Teramo, divenuto ormai Ospedale Psichiatrico, si affollò anche di soldati spesso affetti da traumi legati ai fatti bellici: vennero ospitati circa 260 soldati, ma anche gli sfollati e i civili che non riuscirono a rispondere con tenacia mentale alle vicende della guerra e delle razzie. Con le difficoltà economico sociali a causa della guerra, iniziò anche il degrado del Ospedale Psichiatrico, non venendo sempre garantita la pulizia e con il depauperamento dei medici a causa della chiamata alle armi. Una svolta si verificò con l'arrivo di Marco Levi Bianchini, direttore dal 1924 al 1931, affrontando il problema del sovraffollamento, inaugurando un Dispensario di Igiene mentale e introducendo la psicoanalisi nel 1925.
Nel 1937 la Congregazione di Carità fu soppressa e la gestione passò all'Ente Comunale di Assistenza. Nel 1977 erano ospitati nella struttura 870 pazienti e vi lavoravano 358 infermieri, che sperimentarono insieme al personale medico la reintroduzione dei pazienti nella società, seguendo la legge Mariotti del 1968. La legge Basaglia del 1978 scardinò il sistema manicomiale italiano, con la dimissione dei pazienti e la sostituzione con ambulatori e strutture di prossimità. Il processo di dimissione dei pazienti a Teramo fu molto lento, come peraltro in tutto il territorio nazionale, e si concluse definitivamente il 31 marzo 1998. Da allora il complesso dell'Ospedale Psichiatrico, aperto in occasioni speciali anche per visite guidate, è stato oggetto di un complesso programma strategico di recupero al quale nel corso del 2019 è stato dato avvio.

## Archeologia

### Domus col Mosaico dei Delfini
Si trova tra via del Baluardo e via dei Mille, è stata scoperta nel 2005, datata III secolo a.C., usata forse per deposito materiale e bottega, per la presenza rilevante di oggetti votivi e dalla lavorazione dell'argilla. Nel II sec venne sistemata e destinata a fini residenziali: come è dimostrato dalla pavimentazione in opus signinum con motivi geometrici iscritti in un cerchio decorato da quattro delfini. Tutto fa pensare che la parte ovest ospitasse la casa vera e propria, mentre il lato est dell'ambiente poteva essere una sorta di portico esterno, con le vasche per la raccolta dell'acqua piovana. L'area continuò ad essere abitata sino all'epoca imperiale, fino al IV secolo d.C. circa

### Domus della Circonvallazione Spalato
Si trova nella parte sud del centro storico, lungo la circonvallazione delle mura del rione Santo Spirito, zona allora di periferia dell'antica Interamnia Urbs. La domus col pavimento a mosaico risalirebbe al II sec d.C., all'epoca della dinastia giulio-claudia: ciò è dimostrato dall'antica struttura muraria e dal pavimento in opus musivum con decorazione geometrica. Nel periodo successivo del II-III secolo l'impianto subì profondi cambiamenti con la demolizione di alcuni muri, mantenendo però il perimetro originale, e con l'inserimento di nuove strutture in laterizio.

### Domus di Palazzo Melatino
Ai trova sotto la medievale Palazzo Melatino all'incrocio del Corso Cerulli. Le indagini archeologiche del 1998 hanno evidenziato una complessa successione stratigrafica attribuibile a un grande sito archeologico esistente dall'epoca romana, e usato anche nell'epoca medievale sino al XII secolo, quando la città nel 1156 fu distrutta da Roberto di Loritello. 
Il pavimento della fase più antica è un mosaico, forse relativo a un cortile peristilio, il tappeto musivo è composto da scutulatums u fondo di tessellato rustico monocromo, incorniciato da una fascia laterale composta da una fascia monocroma di tessere bianche, seguita da una linea doppia di tessere nere, e una linea semplice tratteggiata, seguita da un tessellato policromo in 4 colori: bianco, nero, rosso, verde, che forma una composizione geometrica a rombo, di squame allungate bipartite, adiacenti in colori contrastanti. Le squame sono disposte per ordine di colore secondo allineamenti obliqui, convergenti verso il centro della fascia in sequenza continua, seguono una linea semplice tratteggiata, una linea doppia di tessere nere e una fascia monocroma di tessere bianche.

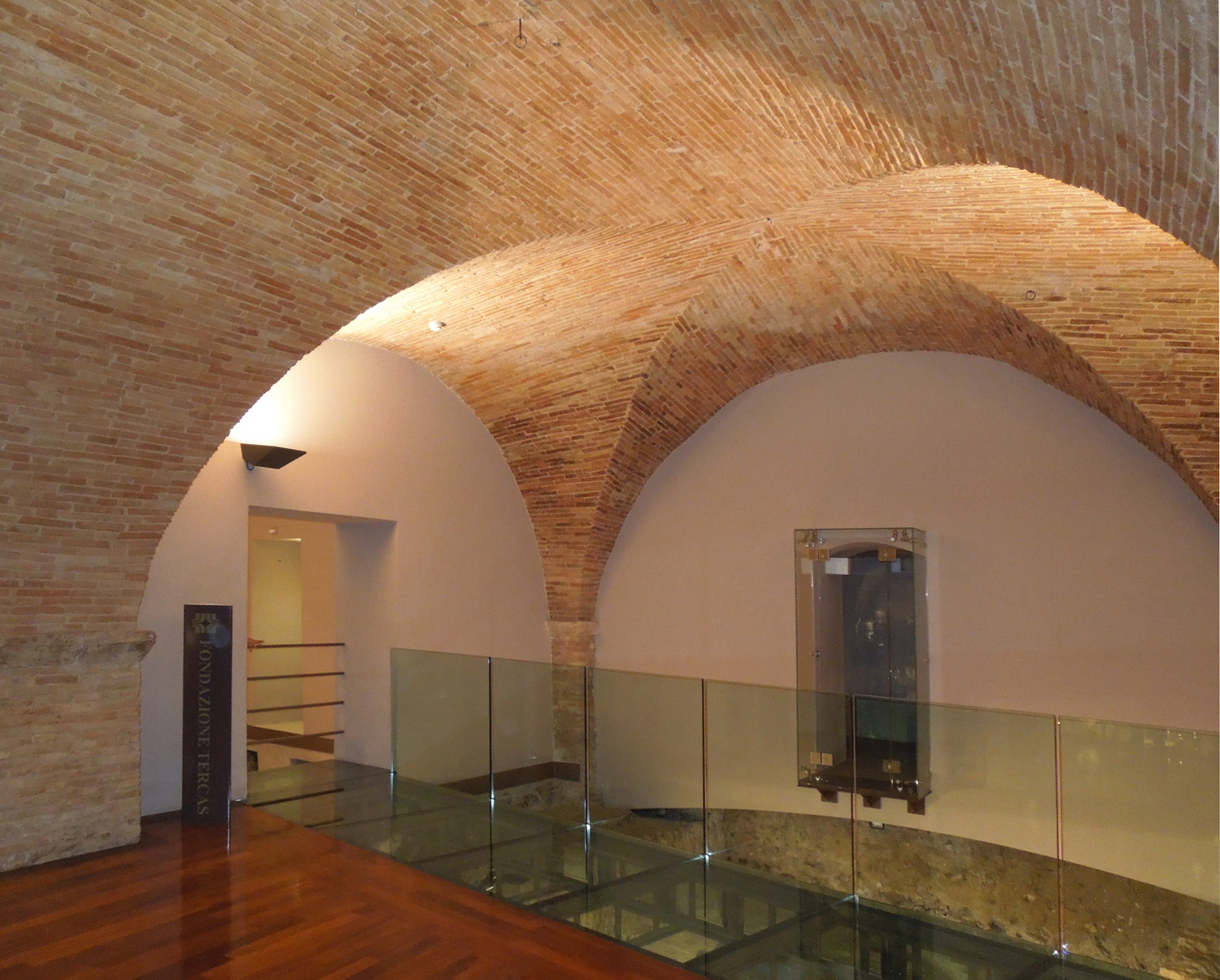
Casa Melatino, area della domus

Nel III secolo d.C. il cortile venne ridotto con la costruzione di un muro divisorio, si creano due ambienti distinti: l'ambiente più piccolo venne ripavimentato con un composto musivo a tessere bianche, riquadrato da una fascia perimetrale di tessere nere, ogni angolo della stanza è infatti caratterizzato da un motivo decorativo composto da tessere nere a formare un collo e una bocca di Kanthanos, una decorazione a baccellature, sui cui lati vi sono due elementi fitomorfi, identificabili con foglie i cespo d'acanto o con rami di palma. Dal Kanthanos fuoriescono degli elementi vegetali con motivi a spirali, un cespo con 5 foglie lanceolate per lato e un lungo stelo con foglie al cui apice sembra stare un bocciolo, a metà della stanza si trova un motivo a ventaglio con lo stelo di foglie e tre piccole infiorescenze..
La domus tra IV-VI secolo video ricoperto ancora una volta il pavimento con lastre di calcare bianco e marmo giallo, rettangolari e quadrate. Ai lati della stanza si trova una fascia decorativa in marmi colorati a motivi geometrici: sulla soglie di collegamento col secondo ambiente viene collocato con un mosaico bianco-nero di reimpiego con il motivo a svastica (simbolo apotropaico); una terza stanza alla destra dell'ambiente centrale viene arricchita con un pavimento a base cementizia con frammenti marmorei policromi. Al centro sono sistemate lastre quadrate colorate bianco e nero.

### Domus di Largo Madonna delle Grazie

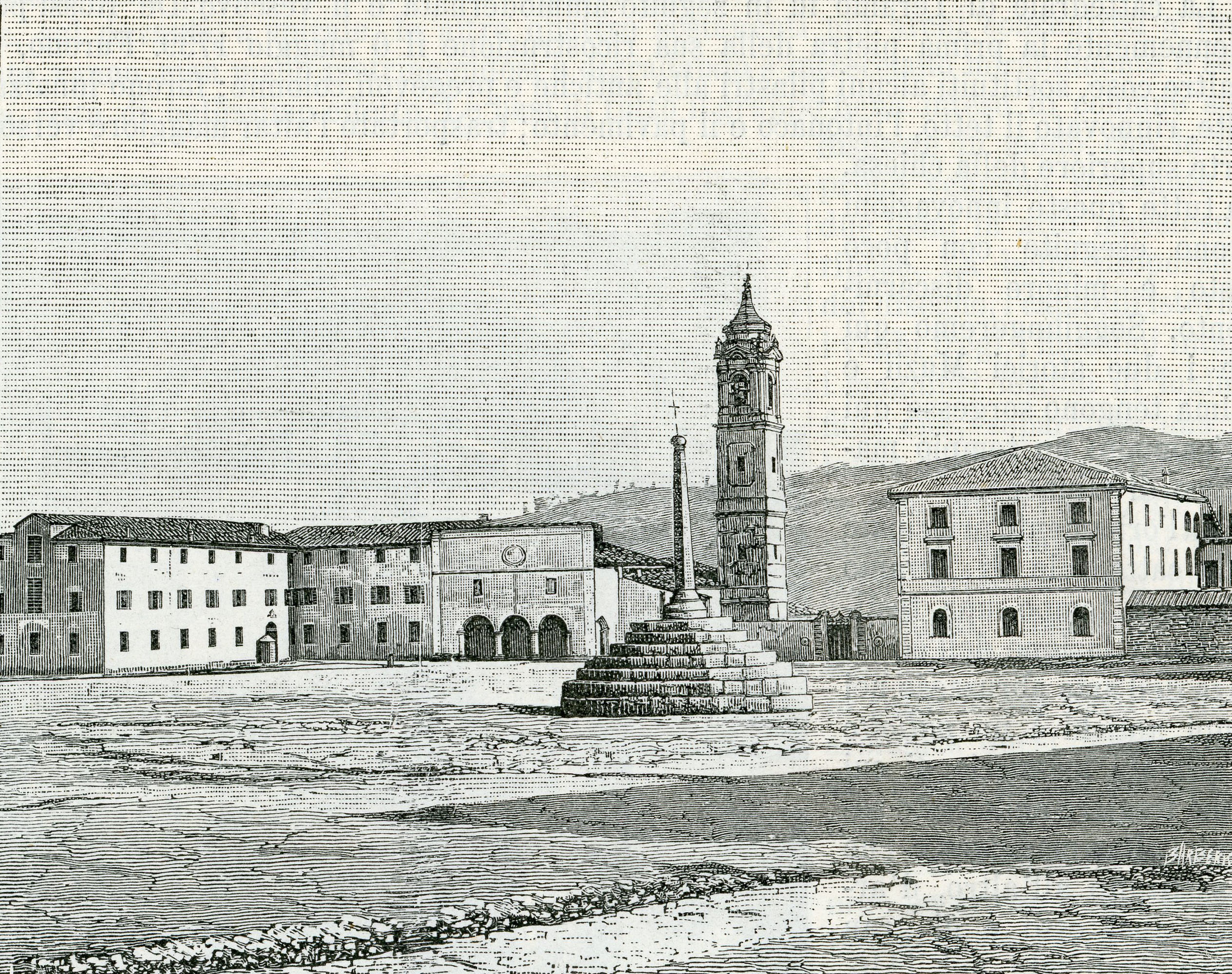
Largo Madonna delle Grazie in un'incisione d'epoca

Si trova nel piazzale antistante il santuario di Santa Maria delle Grazie, lo scavo benché noto da secoli, citato già da Niccola Palma nel 1832, è stato effettuato nel 1980. Si tratta di numerosi ambienti risalenti al I secolo a.C., utilizzati sino al IV sec d.C. Gli ambienti con murature in opera incerta di ciottoli di fiume tagliati conservano pavimentazioni in coccio pesto con decorazioni a mosaico geometriche, di tessere lapidee bianche che formano motivi reticolati o a doppio meandro, con le tessere nere. All'estremità orientale due ambienti presentano una decorazione musiva più articolata, con fascia perimetrale a meandro, racchiudente un clipeo suddiviso in rombi e agli angoli quattro delfini e quattro bastoni alati con due serpenti attorcigliati. In epoca augustea le costruzioni preesistenti dell'epoca repubblicana, sono state comprese in una sola domus con peristilio centrale, mentre nel III secolo d.C. si installò ivi un impianto industriale, forse lavanderia per la tintura dei panni, utilizzata sino all'epoca longobarda.

### Domus di Largo Torre Bruciata

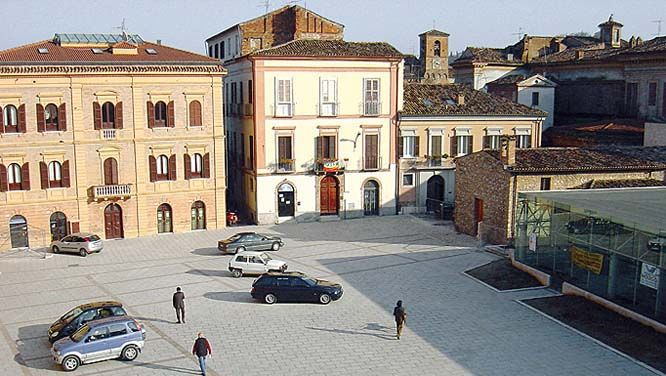
Piazza Sant'Anna, sulla destra sono visibili la chiesetta di Sant'Anna dei Pompetti e la teca di vetro sopra la domus

Si trova in Piazza Sant'Anna, nel vicolo di via Antica Cattedrale. I lavori iniziati negli anni '70 hanno permesso di recuperare le fondamenta dell'antica Cattedrale di Santa Maria Aprutiensis, fondata proprio sopra la domus romana nel VI secolo, e distrutta dall'incendio del 1156 (l'abside poi è stata utilizzata per la cappellina di Sant'Anna dei Pompetti, ancora esistente). La domus risale al I secolo a.C., le strutture che si trovano a una profondità di circa 90 cm rispetto al piano superiore di calpestio. La domus presenta un ampio peristilio di forma rettangolare con murature in opera incerta e colonne in mattoni, rivestite di stucco colorato in rosso nel fusto e di bianco nelle basi. L'impluvium per la raccolta dell'acqua piovana, pavimentata in opus spicatum, è decentrata rispetto al peristilio sui cui si affacciano tre ambienti affiancati, di cui quello centrale di dimensioni maggiori. Una soglia di pietra divide l'ambiente centrale dal peristilio: presso la soglia sono stai trovati sia gli incassi dei cardini che i serramenti metallici della porta conservati nel Museo civico archeologico. Il pavimento dell'ambiente in mosaico bianco con fascia perimetrale nera; i muri in opera incerta conservano gli intonaci decorati con leggere campiture geometriche su fondo bianco, al cui centro sono motivi vegetali stilizzati
L'ambiente meridionale il cui muro è stato successivamente riutilizzato per la cattedrale, reca una soglia in pietra che immettere nel peristilio: la pavimentazione è in coccio pesto con l'inserimento di tessere bianche. Gli intonaci conservano il fondo bianco con leggere campiture geometriche in giallo e ocra. L'ultimo ambiente a settentrione ha l'ingresso verso l'esterno, e il pavimento in coccio pesto con tessere bianche a forma di rombi tangenti agli apici: gli intonaci sono dipinti a fondo rosso, con campiture geometriche e decorazioni vegetali. La domus ha restituito vari materiali che permettono la datazione certa al I secolo, venne chiusa nel II secolo, come testimoniano i serramenti, e riutilizzata poi come cattedrale. La vicina Torre Bruciata era un elemento di avvistamento romano, riutilizzato poi dai teramani come campanile della cattedrale. Reca ancora all'esterno gli evidenti segni di bruciature per l'incendio del 1156.

### Domus di via Porta Carrese
Si trova in via dell'Ariete e in via dei Tribunali, e in Vico Corto. Si tratta di un complesso di abitazioni, con 5 ambienti rinvenuti: quello orientale ha il pavimento in mosaico bianco con fascia perimetrale nera, e al centro un quadretto policromo perduto. Contiguo a questo ambiente ve né un secondo di vaste dimensioni di cui si conserva solo parte del pavimento in mattoncini a spina di pesce. L'ambiente principale della casa ha murature in opera incerta di fiume, e pavimento musivo in tessellato bianco con balza nera che incornicia un ampio tappeto con intarsio di marmi policromi formati, alternativamente rose dei venti e poligoni. L'ambiente del lato occidentale, pavimentato in opus spicatum, comunica attraverso una soglia a girali vegetali, direttamente con un ambiente dalla muratura in opera incerta e pavimento a mosaico bianco e nero, con motivi geometrici alternati a decorazioni vegetali.
Nello strato inferiore a queste strutture, sono stati rinvenuti resti di pavimentazione in coccio pesto con diverso orientamento, pertinenti alla fase repubblicana. Nello scavo sono stati rinvenuti anche intonaci dipinti che consentono di ricostruire parzialmente il sistema decorativo parietale.

### Domus Mosaico del Leone

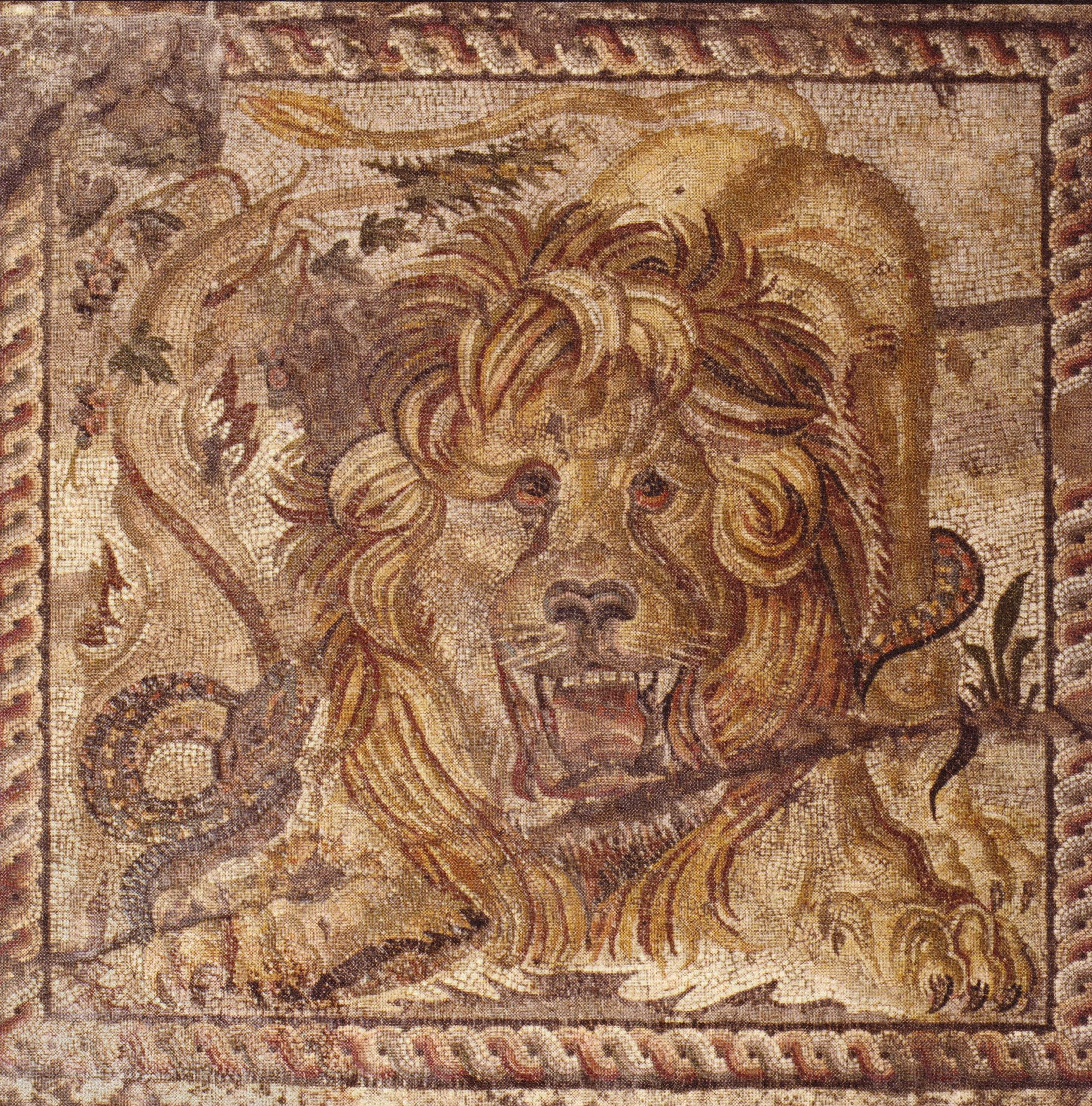
Mosaico del Leone

Situata sotto il Palazzo Savini, con accesso in via Antica Cattedrale venendo dal Corso V. Cerulli, è stata scoperta per la prima volta nel 1891 da Francesco Savini, rinvenne resti della domus d'età repubblicana che si affacciava su una strada secondaria, ortogonale all'arteria principale, che attraversava il centro cittadino. I resti permettono di leggere chiaramente alcuni ambienti: l'atrio con pavimento in mosaico di piccole tessere bianche su cui sono distribuite scaglie di marmi policromi, al centro di questa stanza la vasca per la raccolta d'acqua, con pavimento in mattoncini disposti a spina di pesce; segue la stanza di rappresentanza (tablinium) che fiancheggiata da due piccoli corridoio: uno rivestito con tessere in marmo bianco e l'altro in coccio pesto.
Il Mosaico del Leone si trova nel tablinium, uno dei più significativi in Abruzzo dell'epoca ellenistica. Proprio dall'immagine contenuta nella parte centrale (emblema) la prestigiosa residenza prende il nome di "domus del Leone". L'emblema montato su una cassetta quadrata in travertino e realizzato con tessere minutissime di fiori e frutti, popolata da uccelli e retta agli angoli da quattro maschere teatrali. Il pavimento musivo è costituito da un tappeto con 40 cassettoni prospettici dai molteplici colori campiti al centro da rosoni, fiori e corone di alloro. Il soggetto dell'emblema trova confronti nelle case pompeiane (come la Casa del Fauno), sicché è ragionevole pensare che essi derivino da un originale pittorico comune. L'emblema del leone nonché l'esecuzione raffinata dello stesso pavimento nel tablinium, fanno ritenere a buon diritto che il proprietario della domus dovesse appartenere a un livello sociale molto alto e ricoprire una posizione di spicco (forse tale C. Sarnatius, legato di Lucullo in Asia tra il 74-68 a.C.)

### Domus di Bacco
In via dei Mille, il gusto della committenza ellenistica a Teramo è rintracciabile anche in questa domus del I secolo a.C. Sono stati individuati degli ambienti, uno dei quali di notevoli dimensioni con pavimento a coccio pesto e inserzione di tessere lapidee, e due di minori dimensioni con pavimento a mosaico, l'uno a motivi geometrici in bianco e nero e l'altro con fascia perimetrale nera ed emblema centrale policromo raffigurante il volto del dio Bacco, coronato con pampini e racchiuso in una doppia cornice con meandro interno. A differenza dell'emblema del Leone, il mosaico di Bacco è stato realizzato contestualmente al resto del pavimento musivo.

### Palazzo San Carlo - Museo archeologico "Francesco Savini"

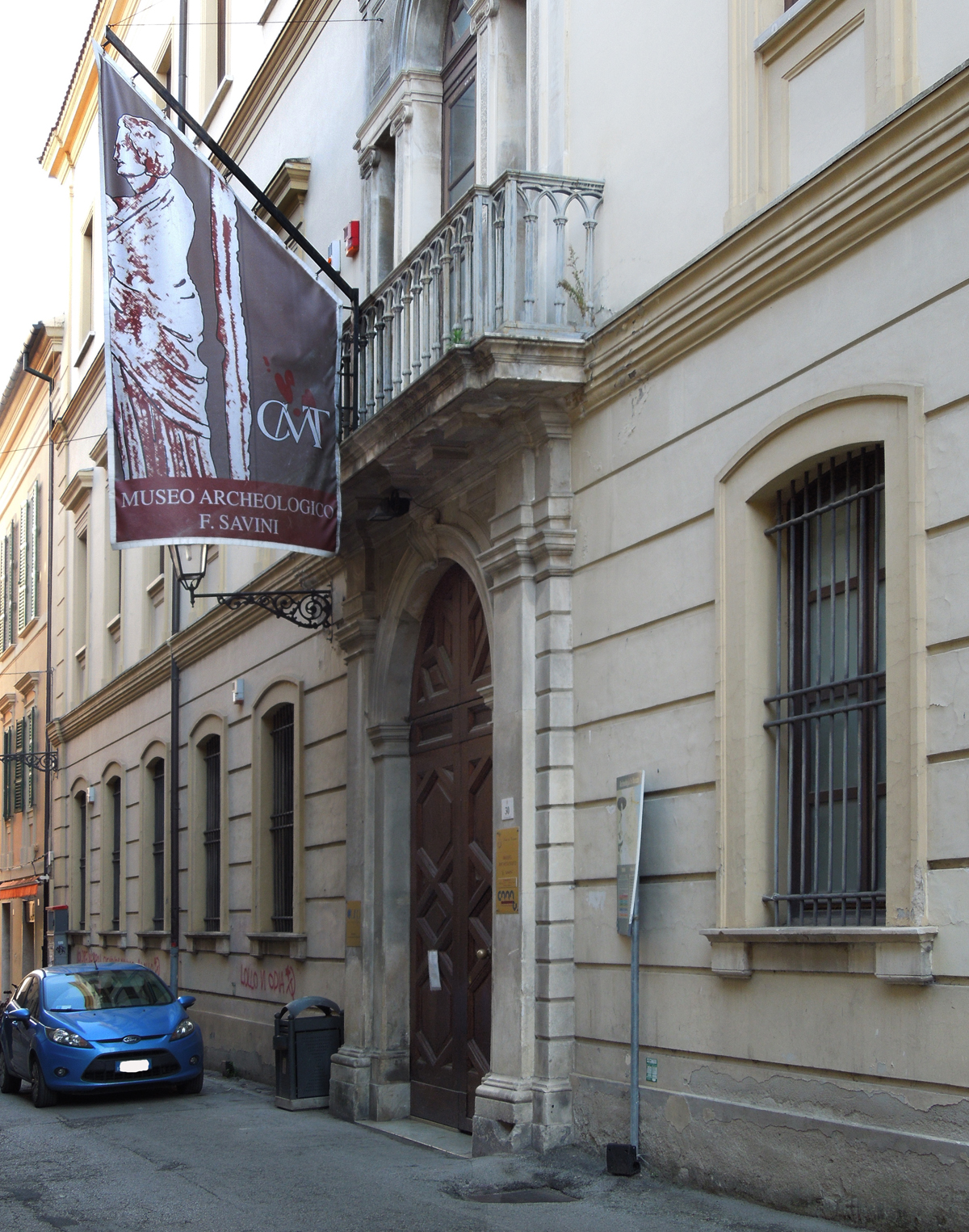
Palazzo del museo archeologico

Sorge dentro un palazzo civile ricavato da uno storico convento risalente al XIII secolo, rifatto nel XVII secolo dedicato a San Carlo Borromeo, rimanendo sino al XIX secolo sede del Tribunale civile. Il museo nell'allestimento al pianterreno, ricopre le tappe della storia della città di Teramo, dal XII secolo a.C. al VII secolo d.C.: l'abitato delle necropoli protostoriche, la necropoli di Ponte Messato, la città romana di Interamnia (foro, teatro, anfiteatro, terme), e poi i reperti rinvenuti dalla vecchia cattedrale di Santa Maria Aprutiense.
Al primo piano è narrata la storia del territorio teramano, dalle Preistoria al processo di romanizzazione sino al periodo medievale, attraverso i temi delle grotte, dei villaggi, delle necropoli neolitiche (i siti i Grotta Sant'Angelo, di Ripoli, di Tortoreto, di Campovalano), dal commercio all'organizzazione amministrativa, ai templi, alle ville e alle domus private (si ricordano i siti di Basciano, Pagliaroli, Giulianova, dalle presenze barbariche alla produzione di ceramiche d'epoca medievale.

## Fuori dal centro

### Castello Della Monica

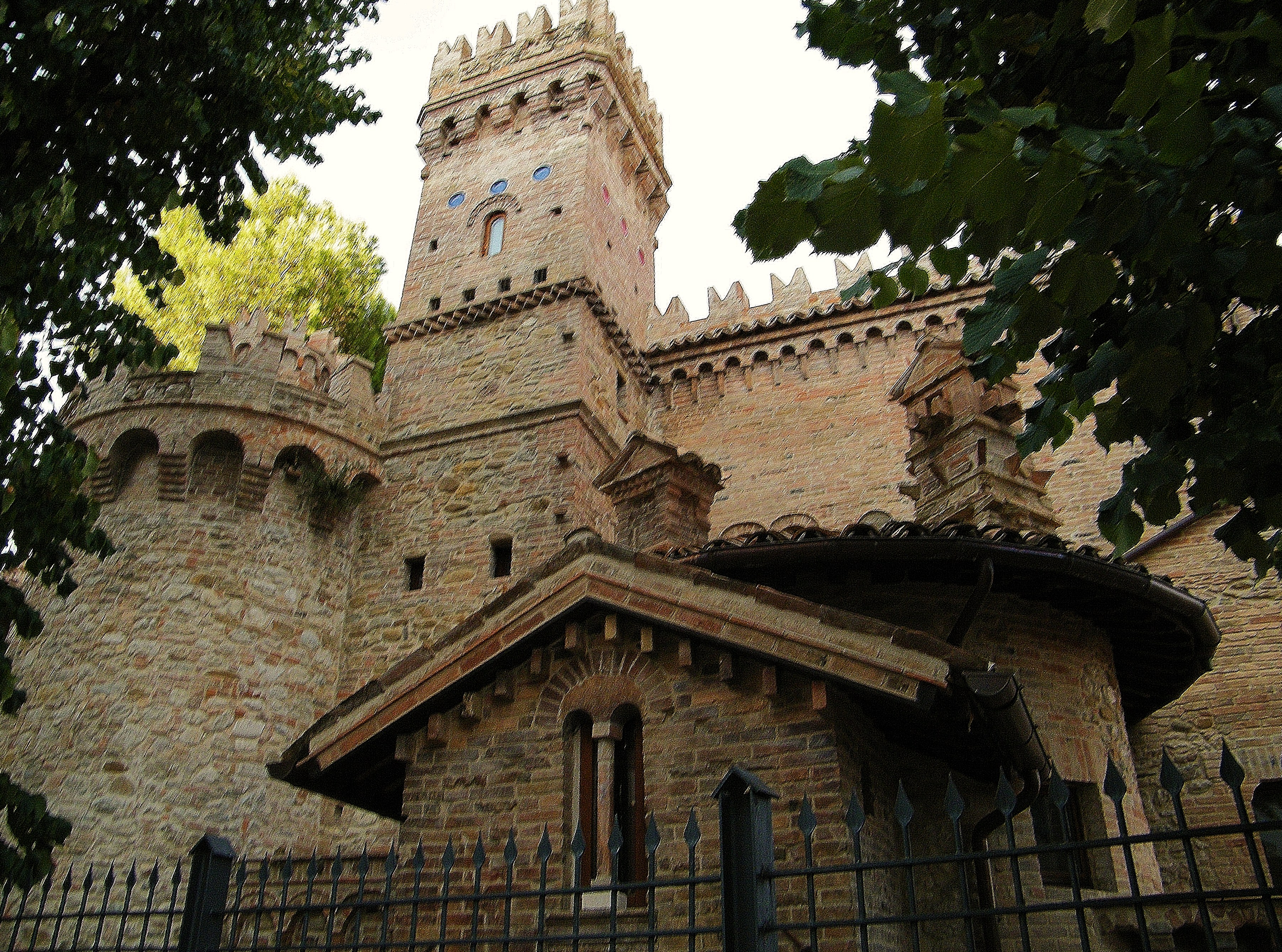
Castello Della Monica

Si trova sul Colle San Venanzio, in via Castello in un'altura sopra Piazza Garibaldi. Si tratta di un unicum architettonico del panorama abruzzese per la sua specificità progettuale, paragonabile al borgo medievale di Torino nel Parco del Valentino. L'architetto teramano Gennaro Della Monica decise di realizzare nel 1889 la sua residenza privata in stile neogotico, con elementi di gusto classico e moresco, un castello medievale situato in un piccolo villaggio con cappella privata detto "borgo medievale". Il complesso si compone di due edifici secondari che insieme al corpo principale, formano il borgo. Il castello è stato eretto sul sito della vecchia chiesa di San Venanzio sconsacrata nel 1799, della quale si sono riutilizzati elementi decorativi.L'interno benché necessitante di restauri, conserva dei bei cicli di affreschi a carattere rinascimentale, sempre opera di Della Monica. Alla sua morte nel 1917, lo studioso locale Vincenzo Bindi propose l'acquisizione del castello da parte del Comune per destinarlo a museo civico, ma iter burocratici ne impedirono la realizzazione progettuale, finché il castello non cadde in semi-abbandono, finendo inoltre negli anni '60 soffocato da palazzi e abitazioni moderne snaturando l'antico contesto originario di isolamento sopra il colle.

### Pinacoteca civica e Gabella del dazio

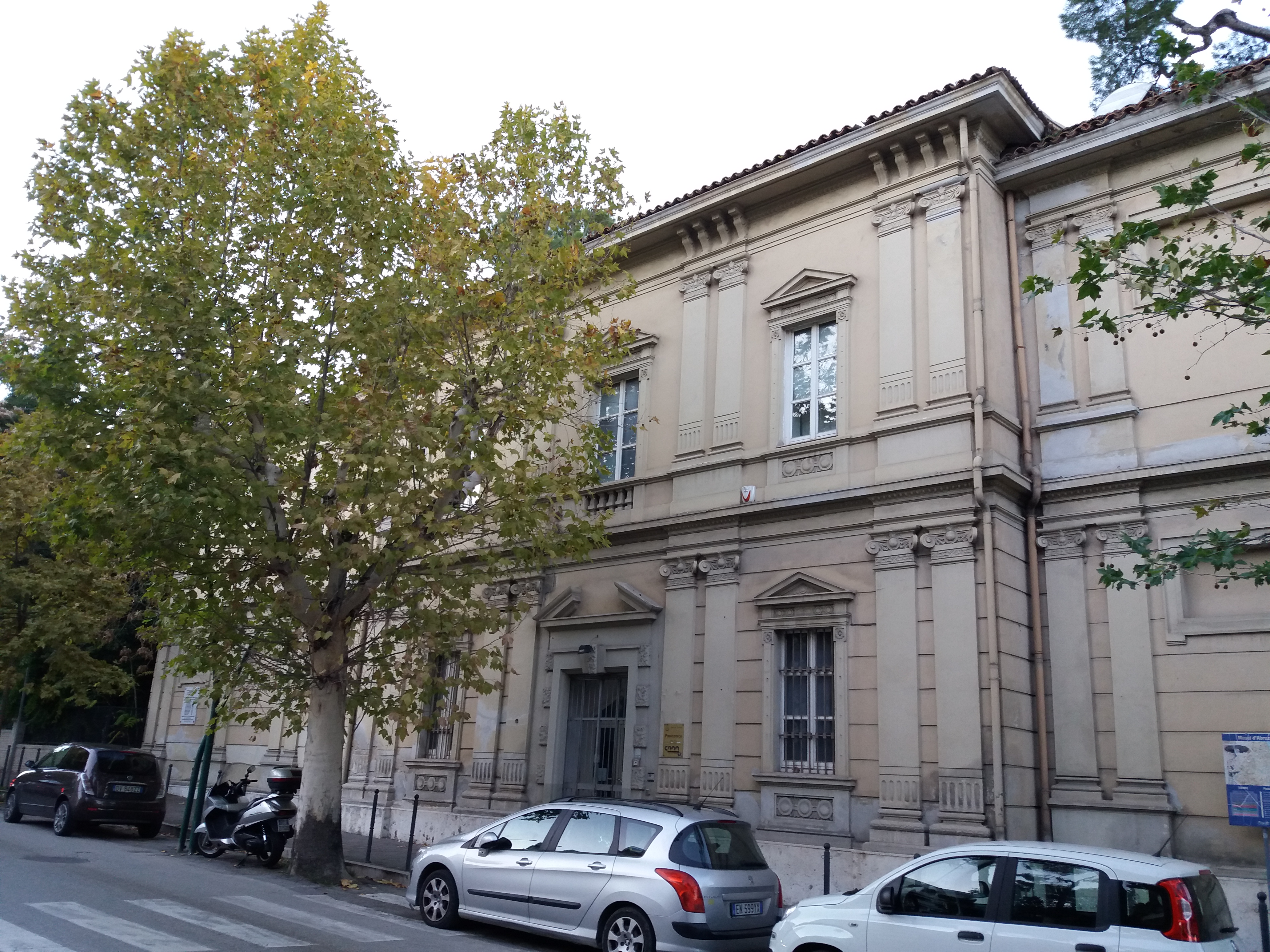
Pinacoteca civica

Sul viale Giovanni Bovio, vicino alla Villa comunale, è un palazzo tardo ottocentesco, eretto circa nel 1868. Per volontà del sindaco Settimio Costantini partì l'idea di una raccolta museale speciale dedicata a raccogliere in compendio la storia di Teramo. Nel 1930 l'iniziativa prese avvio usando la sede della Regia Società Agronoma, trasformata in museo. Le opere pittoriche riguardano quelle dell'artista Raffaello Pagliaccetti di Giulianova, di Venanzo Crocetti e altri. La raccolta museale si è arricchita nel 1958, poi nel 1979 e nel 1996: altre opere di interesse riguardano tele e affreschi del XV-XVI secolo, provenienti da palazzi e chiese della città
La Gabella si trova in via Conte Contin, ubicata in posizione strategica dove si trovava il tratturo che dalla campagna si immetteva a Porta Romana. Serviva per il pagamento del dazio per immettere la merce in città, e per le riscosse degli esattori dei prodotti agricoli. L'edificio ha un aspetto semplice, a pianta ellittica, in mattoni, con l'arco centrale, e il tetto a cupoletta ellittica.

## Palazzi scomparsi
- Albergo del Giardino: sorgeva in Piazza della Cittadella insieme ad altre abitazioni ottocentesche, ed era uno dei più lussuosi per la ricca borghesia. Negli anni '60 del Novecento tutta l'area è stata rasa al suolo con riedificazioni nuove e anonime, e lo slargo denominato Piazza Martiri Pennesi.

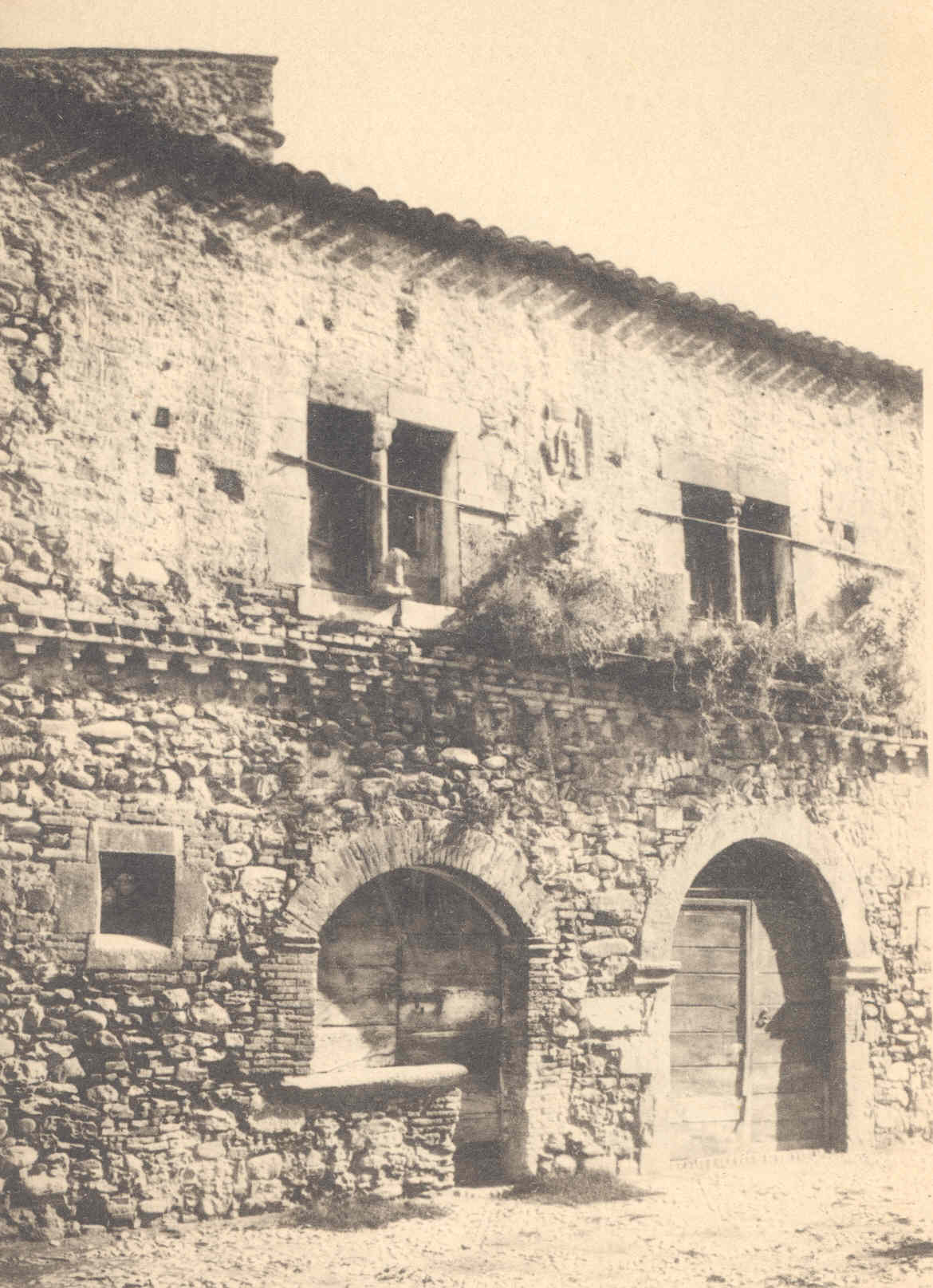
Casa Antonelli

- Casa Antonelli-Melatino: si trovava lungo il Corso di Porta Romana, storica abitazione medievale del XIII secoli, con una lapide murata detta "delle Malelingue", riportata anche dallo storico Muzii nei suoi Dialoghi, che allude in base al motto  "a lo parlare agi mesura" ai fatti sanguinosi tra le due famiglie Melatino e Della Valle. La casa è stata smontata negli anni '30 in quanto pericolante, con promessa di essere ricostruita mattone dopo mattone in altro luogo, ma ciò non è stato effettuato. La lapide è conservata nel palazzo comunale.

- Palazzo del Credito Abruzzese: realizzato in Piazza Orsini nel 1925, da Alfonso De Albentiis, è stato demolito alla fine degli anni '50 per la nuova BPER Banca. Il palazzo ben si inseriva nel contesto medievale della piazza, essendo di gusto neogotico, con merlature alla ghibellina nella cornice superiore, finestre bifore ogivali, e porticato gotico alla base.

- Case Badia: si trovavano in Piazza Verdi (ex Largo Muzii), accanto a San Giovanni a Scorzone. Risalenti al XVII-XVIII secolo, sono state demolite per realizzare moderni edifici.

- Cinema Apollo: storica struttura degli anni '20, era pista tra via Delfico e via Scarselli, in stile eclettico e moresco, uno dei gioiellini dell'architettura liberty teramana. È stato demolito negli anni '30 per lasciar posto al nuovo cinema Apollo, che ha chiuso negli anni '80, oggi è un anonimo condominio moderno che si affaccia su piazza Cellini.

- Teatro comunale: storica struttura del 1868, aperta lungo il corso San Giorgio, accanto allo scomparso monastero di San Matteo, demolito nel 1941. Il teatro era uno dei gioiellini dell'architettura teramana, ispirato all'impianto del teatro Marrucino di Chieti, aperto nel 1818. Demolito nel 1959, all'epoca del sindaco Carino Gambacorta, per lasciar posto al nuovo cinema teatro e ai magazzini Standa.

- Palazzo Bernardi: sul corso De Michetti, verso Porta Romana dal lato sud, risaliva al XVII secolo. Demolito nel 1957 in quanto ritenuto "di scarso valore artistico", di interesse conservava un impianto signorile alla romana, con portale a tutto sesto, a cornice di bugnato.

- Palazzo Ciotti: in via Irelli, demolito durante il piano di scavo del teatro romano di Teramo. Al suo posto sorge un moderno complesso edilizio.

- Vecchio palazzo del Telegrafo: in Piazza Sant'Agostino, aveva un aspetto neoclassico. Demolito nel 1959 per lasciar posto ad un edificio residenziale.

- Vico San Bartolomeo: si trovava nell'area medievale attorno al teatro romano, dove si trova anche la chiesa omonima. Caratterizzato dagli angiporti e da vie strette e case medievali, è stato abbattuto negli anni '30 per i primi lavori di scavo del teatro romano.

- Vecchio seminario vescovile: si trovava nell'attuale Via San Berardo, attaccato al Duomo. Venne parzialmente demolito negli anni '30 per l'apertura della suddetta via, e per allargare il Seminario diocesano Aprutino, facendo perdere una struttura elegante con un portale barocco a cornice modanata.

- Case di Piazza Vittorio Emanuele. la piazza oggi dedicata ai Martiri della Libertà, sino agli anni ‘30 del novecento era occupata, nella parte della seconda facciata del Duomo da una linea retta di abitazioni a piano unico. Con il progetto di isolamento e restauro del Duomo da parte del soprintendente Mario Moretti, sono state abbattute sia queste case che ostruivano l'accesso alla chiesa, e nel 1969 anche il settecentesco Arco di Monsignore, che collegava come un ponte sopraelevato, la cattedrale al palazzo vescovile e le due piazze Martiri e del Mercato.

- Case medievali  del rione Santa Maria a Bitetto, l'antico nucleo di piazzetta del Sole e via del Pensiero era ricca di case, abbattute durante il.piano di risanamento urbano. Rimane solo la medievale Casa Urbani, sede del Museo del Gatto.